# Inter Mediolan
Inter Mediolan (wł. Internazionale Milano), właśc. Football Club Internazionale Milano – włoski klub piłkarski powstały w 1908 roku z siedzibą w Mediolanie.
Jest to jeden z trzech najbardziej utytułowanych klubów we Włoszech obok Juventus FC oraz AC Milan. Inter to dwudziestokrotny mistrz kraju, dziewięciokrotny zwycięzca Pucharu Włoch, trzykrotny triumfator Ligi Mistrzów i Pucharu Interkontynentalnego. Pierwotna nazwa klubu brzmiała Football Club Internazionale Milano, co oznaczało, że nowo powstała drużyna będzie otwarta zarówno dla Włochów, jak i dla piłkarzy innych narodowości. Od 1947 roku drużyna rozgrywa domowe mecze na Stadionie San Siro „Giuseppe Meazza” wraz z lokalnym rywalem – AC Milan. Stadion został nazwany na cześć byłego gracza obu mediolańskich klubów – Giuseppe Meazzy.

## Historia klubu

### Początki klubu
Historia Interu Mediolan jest związana z lokalnym rywalem – Milanem. Ten drugi klub powstał w 1899 roku i już na początku XX wieku zdobywał mistrzostwo Włoch. W 1908 Włoska Federacja Piłkarska wprowadziła przepis zakazujący obcokrajowcom występów w rozgrywkach mistrzowskich. Zakaz skłonił więc grupę postępowych działaczy Milanu do założenia nowego klubu. 9 marca 1908 odbyło się spotkanie na którym podjęto decyzję o utworzeniu Football Club Internazionale Milano. Słowo „międzynarodowy” określało charakter klubu, który miał być otwarty na przedstawicieli wszystkich nacji. W 1909 Federacja uchyliła zakaz i dopuściła do gry obcokrajowców. Pierwszym kapitanem zespołu został Szwajcar – Hernst Manktl, a prezesem nowo powstałego klubu wybrano Giovaniego Paramithiottiego.
Pierwsze mistrzostwo Inter zdobył już w 1910 roku – grającym trenerem był wówczas Virgilio Fossati. W kilku następnych latach Inter nie zdołał przebić się do finałowych rozgrywek. Do 1928 roku we Włoszech nie było wspólnej ligi – zespoły rywalizowały w rozgrywkach lokalnych i dopiero najlepsi grali między sobą o mistrzostwo kraju. Inter dwukrotnie wygrywał grupę regionalną, ale zdobycie drugiego mistrzostwa kraju uniemożliwiła mu I wojna światowa. Cel udało się jednak osiągnąć w 1920 roku.

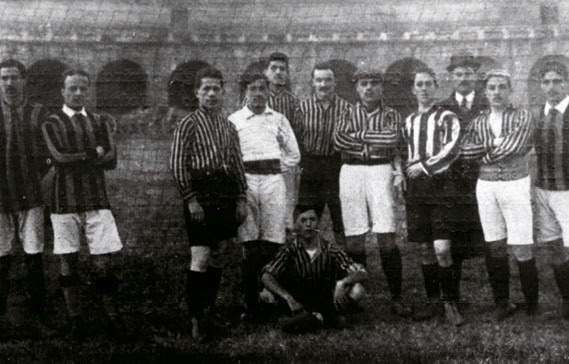
Zespół Interu Mediolan w roku 1908

### Zmiana nazwy
Po wojnie we Włoszech do władzy doszli faszyści pod wodzą Benita Mussoliniego, którym zaczął przeszkadzać charakter Interu, a konkretnie przymiotnik „międzynarodowy” w nazwie, który w dwudziestoleciu międzywojennym kojarzył się z komunizmem. Inter musiał więc połączyć się z innym mediolańskim klubem US Milanese – ta efemeryda występowała od 1929 roku jako Ambrosiana lub Ambrosiana-Inter. Nazwa pochodziła od świętego Ambrożego – byłego biskupa i patrona Mediolanu. Trzeci tytuł mistrzowski (pierwszy w Serie A) klub wywalczył w 1930 roku. W zespole debiutował wówczas jeden z najwybitniejszych włoskich piłkarzy – Giuseppe Meazza.
W latach 30. zawodnicy klubu prezentowali wysoką formę, ale trzykrotnie stawał im na drodze Juventus F.C. – to właśnie w tamtych latach miały początek słynne derby Włoch między Juventusem i Interem. Meazza bił strzeleckie rekordy, jednak nie zdobywał złotych medali w Serie A. Inter zdobył mistrzostwo ponownie w 1938 i 1940 roku. Ligowe triumfy przedzielił też zdobyty po raz pierwszy w historii klubu Puchar Włoch.

### Po wojnie

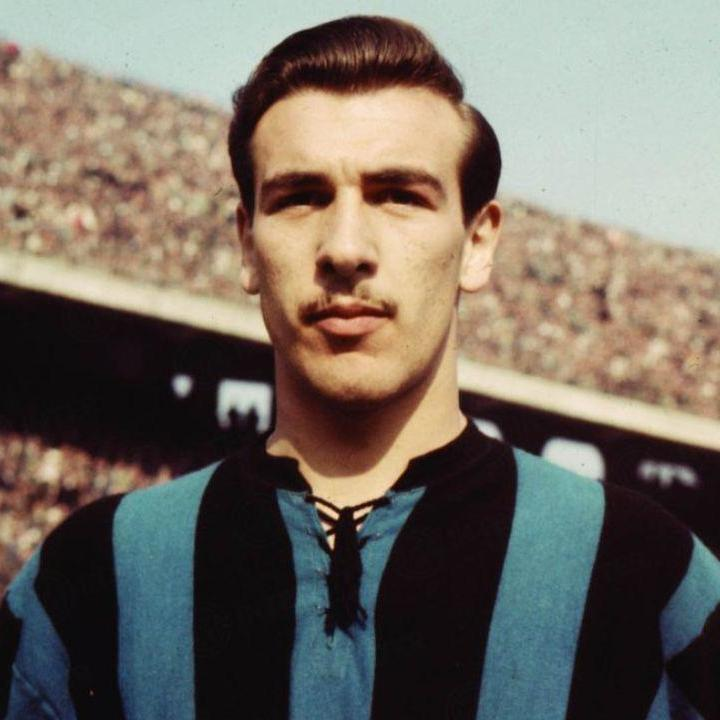
Antonio Angelillo – strzelec rekordowych 34 goli w sezonie ligowym

Do oryginalnej nazwy klub wrócił w 1942 roku, lecz po wojnie na drużynę mówiono już po prostu Inter. Nerazzurri wciąż byli w czołówce Serie A, ale na drodze stawał im Juventus albo Milan. Wreszcie w latach 1953–1954 Inter po raz pierwszy zdobył dwa tytuły z rzędu. Zespół prowadził wówczas Alfredo Foni, a grali w nim m.in. świetny bramkarz Giorgio „Kamikaze” Ghezzi, szwedzki lewoskrzydłowy Lennart Skoglund, a w ataku szalał Węgier István Nyers. W kolejnym sezonie Inter zaliczył dramatyczny sezon zakończony na 8. pozycji. Po odejściu Foniego następne dwa lata były nieco lepsze; Inter zajął kolejno 3. i 5. miejsce. Sezon 1957/58 klub z Mediolanu także mógł zaliczyć do nieudanych. W lidze Inter prowadzony przez Jesse Carvera zajął dopiero 11. miejsce. Dwie kolejne kampanie również nie przyniosły żadnych trofeów, klub zajmował 3. i 4. pozycje we włoskiej lidze.

### Era wielkiego Interu
W 1960 roku do Mediolanu przeniósł się z Barcelony trener Helenio Herrera, który został twórcą największych sukcesów Interu. Pierwszy sezon Inter pod wodzą nowego szkoleniowca zakończył na trzeciej lokacie. W 1961 roku ściągnął za sobą Hiszpana Luisa Suáreza – jednego z najlepszych wówczas piłkarzy świata. Ostatecznie w sezonie 1961/1962 Nerazzurri zajęli 2. miejsce, tuż za A.C. Milanem.
Pierwszy tytuł z Interem Herrera zdobył w 1963 roku – mistrzostwo Włoch dało im przepustkę do Pucharu Europy Mistrzów Krajowych. Rozgrywki po raz pierwszy odbyły się w sezonie 1955/1956, więc Inter z Herrerą dopiero w nich debiutował. Nie był to jednak pierwszy występ w europejskich pucharach – Inter czterokrotnie już brał udział w Pucharze Miast Targowych (późniejszy Puchar UEFA), raz doszedł nawet do półfinału tych rozgrywek.
W sezonie 1963/64 Inter w Pucharze Mistrzów wyeliminował kolejno Everton F.C., AS Monaco, FK Partizan, a w półfinale Borussię Dortmund. W finale pokonał 3:1 Real Madryt, który wygrał pięć pierwszych edycji Pucharu Europy. Styl Interu określało się jako nowoczesny i skuteczny. Słynne catenaccio, czyli rygiel – defensywne ustawienie zespołu nastawione na kontratak przyniosło Interowi największe sukcesy w historii klubu. Nerazzurri co prawda nie zdobyli mistrzostwa Włoch – zajęli pierwsze miejsce w tabeli ex-aequo z Bologną, ale dodatkowy mecz – dziesięć dni po finale z Realem przegrali 0:2. Inter triumfował za to w Pucharze Interkontynentalnym. Rywalizacja z CA Independiente zakończyła się dopiero w trzecim, decydującym meczu na neutralnym stadionie w Madrycie. Inter wygrał 1:0.
Finał Pucharu Mistrzów 1964
| 27 maja 1964 | Inter Mediolan | 3:1(1:0) | Real Madryt | Praterstadion, Wiedeń Widzów: 72 tys. Sędzia: Josef Stoll |
| 27 maja 1964 | Mazzola 43', 76' · Milani 61' | 3:1(1:0) | Felo 70' | Praterstadion, Wiedeń Widzów: 72 tys. Sędzia: Josef Stoll |
| Giuliano Sarti – Armando Picchi, Aristide Guarneri, Tarcisio Burgnich, Giacinto Facchetti (kapitan) – Carlo Tagnin, Luis Suárez, Mario Corso – Jair da Costa, Sandro Mazzola, Aurelio Milani; Trener: Helenio Herrera | Giuliano Sarti – Armando Picchi, Aristide Guarneri, Tarcisio Burgnich, Giacinto Facchetti (kapitan) – Carlo Tagnin, Luis Suárez, Mario Corso – Jair da Costa, Sandro Mazzola, Aurelio Milani; Trener: Helenio Herrera |          | José Vicente – José Santamaría, Ignacio Zoco, Isidro Sánchez, Pachín – Lucien Muller, Alfredo Di Stéfano (kapitan), Felo – Francisco Gento, Amancio Amaro, Ferenc Puskás; Trener: Miguel Muñoz | José Vicente – José Santamaría, Ignacio Zoco, Isidro Sánchez, Pachín – Lucien Muller, Alfredo Di Stéfano (kapitan), Felo – Francisco Gento, Amancio Amaro, Ferenc Puskás; Trener: Miguel Muñoz |

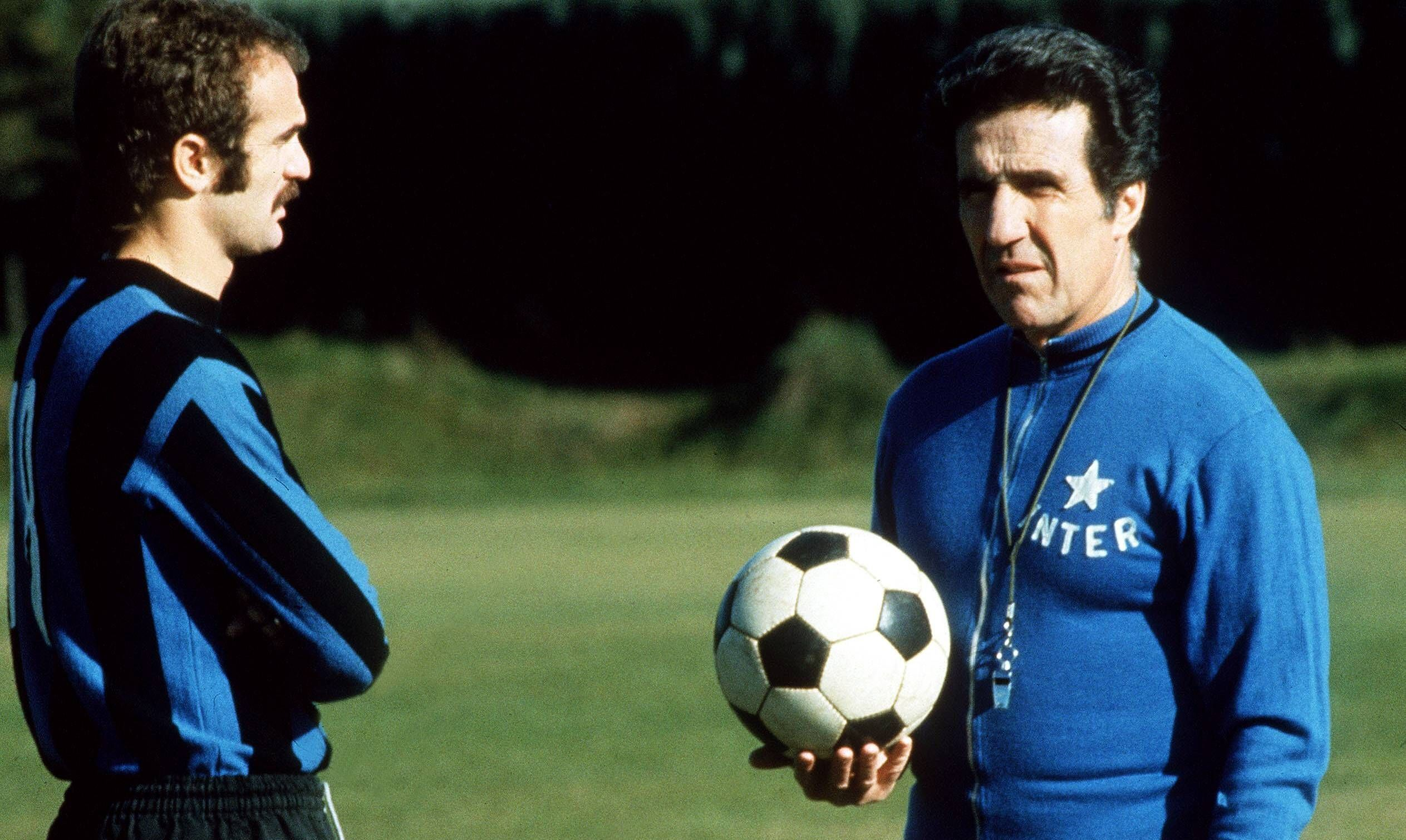
Sandro Mazzola i Helenio Herrera – ojcowie sukcesów Interu w latach 60.

Lata 1964–1965 były bardzo dobre dla klubu. Inter wywalczył swój dziewiąty tytuł mistrza Włoch, ponownie zdobył PEMK oraz Puchar Interkontynentalny. Mógł uzyskać nawet jedno trofeum więcej, ale w finale Pucharu Włoch przegrał w Rzymie z Juventusem 0:1. W sezonie Serie A 1964/1965 Inter przegrał tylko dwa mecze i wyprzedził Milan o trzy punkty zgarniając mistrzostwo.
W finale rozgrywek europejskich dokładnie rok po zwycięstwie nad Realem, Nerazzurri pokonali 1:0 Benficę na własnym stadionie – San Siro. W finale Pucharu Interkontynentalnego, Inter po raz drugi wygrał z Independiente.
W 1966 roku Inter zdobył dziesiąte mistrzostwo Włoch i uzyskał prawo do noszenia na koszulkach złotej gwiazdki (patrz: scudetto). W Pucharze Europy mediolańczycy odpadli w półfinale po potyczkach z Realem. W kolejnych latach mediolańczycy nie wrócili już na szczyt. W sezonie 1966/1967 mistrzostwo Włoch przegrali o punkt z Juventusem. Zresztą na własne życzenie, bo w ostatniej kolejce ulegli 0:1 na wyjeździe przeciętnej Mantovie. Inter do końca walczył teraz o Puchar Europy – w ćwierćfinale wziął rewanż na Realu i wyeliminował „Królewskich”, wygrywając 2:0 na Santiago Bernabeu. W finale w Lizbonie czarno-niebiescy wygrywali z Celtikiem 1:0 po bramce Sandra Mazzoli z karnego już w siódmej minucie, ale późniejsza taktyka „catenaccio” nie zdołała powstrzymać Szkotów, którzy strzelili dwa gole.
Finał Pucharu Mistrzów 1967
| 25 maja 1967 | Inter Mediolan | 1:2(1:0) | Celtic Glasgow | Estádio Naciónal, Lizbona Widzów: 45 tys. Sędzia: Kurt Tschenscher |
| 25 maja 1967 | Mazzola 11k' | 1:2(1:0) | Thomas Gemmell 63' · Stephen Chalmers 84' | Estádio Naciónal, Lizbona Widzów: 45 tys. Sędzia: Kurt Tschenscher |
| Giuliano Sarti – Tarcisio Burgnich, Aristide Guarneri, Giacinto Facchetti, Gianfranco Bedin – Armando Picchi (kapitan), Angelo Domenghini – Sandro Mazzola, Renato Cappellini, Mauro Bicicli, Mario Corso; Trener: Helenio Herrera | Giuliano Sarti – Tarcisio Burgnich, Aristide Guarneri, Giacinto Facchetti, Gianfranco Bedin – Armando Picchi (kapitan), Angelo Domenghini – Sandro Mazzola, Renato Cappellini, Mauro Bicicli, Mario Corso; Trener: Helenio Herrera |          | Ronald Simpson – James Craig, William McNeill (kapitan), Thomas Gemmell, Robert Murdoch – John Clark, James Johnstone, William Wallace – Stephen Chalmers, Robert Auld, Robert Lennox; Trener: Jock Stein | Ronald Simpson – James Craig, William McNeill (kapitan), Thomas Gemmell, Robert Murdoch – John Clark, James Johnstone, William Wallace – Stephen Chalmers, Robert Auld, Robert Lennox; Trener: Jock Stein |

### Czas po złotej erze
W 1968 roku Herrera zamienił Inter na AS Romę, odszedł prezes Angelo Moratti i dominacja Nerazzurrich definitywnie się skończyła. Zespół prowadził ponownie Alfredo Foni, który zajął z Interem 4. pozycję w lidze, po Nim pojawił się kolejny Herrera – Heriberto (niespokrewniony z Helenio), którego jako trenera zastąpił Giovanni Invernizzi, który w 1971 roku wprowadził Inter na szczyt ligowej tabeli po latach bez mistrzostwa. W zespole wciąż grali Jair, Mazzola i fenomenalny obrońca Giacinto Facchetti, którzy rok później doprowadzili Inter do kolejnego finału Pucharu Europy. 31 maja 1972 roku na stadionie w Rotterdamie mediolańczyków pokonał jednak AFC Ajax z genialnym Johannem Cruyffem, który zdobył oba gole. Kolejne lata były jednak bezowocne, Inter przez 8. lat z rzędu nie kończył rozgrywek Serie A nawet na podium. W tym czasie klub prowadziło sześciu trenerów; powrócił na moment nawet Helenio Herrera, jednak musiał zrezygnować z prowadzenia klubu ze względu na stan zdrowia.

### Lata 70. i 80.
W latach 1975–1977 klub trenował Giuseppe Chiappella, pod jego wodzą Inter kończył rozgrywki ligowe dwukrotnie na 4. pozycji, a podczas drugiego sezonu Nerazzurri doszli do finału Pucharu Włoch, w którym przegrali 0:2 z lokalnym rywalem, Milanem. Zastąpił go Eugenio Bersellini. Pierwszy sezon zakończył na 5. miejscu w lidze, jednak zdobył po raz drugi w historii Interu trofeum Pucharu Włoch, po zwycięstwie 2:1 z SSC Napoli. Dwa lata później, w 1980 roku, klub zdobył dwunaste mistrzostwo Włoch, a w 1982 dwuletniej przerwie Nerazzurri odzyskał krajowy puchar. Wielki sukces odniosło też pięciu piłkarzy Interu, którzy z reprezentacją Włoch zdobyli w 1982 roku mistrzostwo świata. Byli to Alessandro Altobelli, Ivano Bordon, Giampero Marini, Gabriele Oriali i młodziutki Giuseppe Bergomi, który w momencie triumfu miał zaledwie 19 lat. Po krótkim okresie dominacji Inter znów wpadł w dołek. Do Torino odszedł trener Eugenio Bersellini, a w następnych sezonach klub zmieniał szkoleniowców aż pięć razy. W połowie lat osiemdziesiątych, klub dwukrotnie dotarł do półfinału Pucharu UEFA, w obu podejściach przegrywając z madryckim Realem. Ogromne aspirację Interu nie mogły zostać w pełni zrealizowane, pomimo sporych wydatków na wzmocnienia – transfery Hansiego Mullera, Ludo Coecka, Liama Bradiego czy Karl-Heinz Rummenigge nie przyniosły stabilizacji, a gra klubu pozostawiała wiele do życzenia.
Przełom nastąpił w 1986 roku, gdy trenerem Interu został Giovanni Trapattoni, ojciec sukcesów Juventusu w latach 70 i 80. Przed nowym szkoleniowcem postawiono zadanie – odbudować utraconą chwałę Interu. W pierwszych dwóch sezonach znacznego postępu nie odnotowano. Inter wywalczył kolejno 3. i 5. miejsce pod sterami Włocha. Następnie klub został wzmocniony przez dwóch Niemców – Lothara Matthäusa i Andreasa Brehme, dzięki czemu gra Interu znacząco się poprawiła. Klub zdominował rozgrywki Serie A 1988/1989, wyprzedzając drugie w tabeli SSC Napoli o 11. punktów. W wielkim stylu klub z Mediolanu zgarnął mistrzostwo po dziewięciu latach przerwy, był to trzynasty tytuł Nerazzurrich.
W lata 90. Inter wkraczał z ogromnymi ambicjami – miał w składzie Matthäusa, który był wówczas jednym z najlepszych pomocników na świecie, a niemieckie trio dopełnili obrońca Andreas Brehme i napastnik Jürgen Klinsmann. Świetna ligowa postawa nie przełożyła się na sukces w europejskich pucharach. W sezonie 1989/90, po dziewięciu latach, Nerazzurri wrócili do rywalizacji o Pucharu Europy. Występ okazał się całkowitą kompromitacją – Inter już w pierwszej rudzie odpadł w dwumeczu ze szwedzkim Malmö, prowadzonym przez późniejszego trenera klubu Roya Hodgsona.

### Powrót do Europy
W Serie A w sezonach 1989/90 i 1990/91 mediolańczycy zajmowali trzecie miejsce, ale za to znów wygrywali w Europie. W 1991 roku – po raz pierwszy w historii klubu – zdobyli Puchar UEFA. Wyeliminowanie Rapidu Wiedeń, Aston Villi, Atalanty Bergamo, Partizana Belgrad i Sporting CP, dało przepustkę do finałowego starcia z AS Romą. Pierwsze spotkanie finałowego dwumeczu zostało rozegrane na San Siro. Inter zwyciężył to spotkanie (2-0) bramkami Lothara Matthäusa i Nicoli Bertiego. Rewanżowa porażka (0-1) nic w tej rywalizacji nie zmieniła i to Inter mógł cieszyć się z Pucharu.
W późniejszych latach drużyna znów grała w kratkę, czego skutkiem rekordy zmian na stanowisku trenera. W ciągu trzynastu lat takich roszad było aż 18, a mimo to zespół grał źle – sezon 1993/1994 Inter zakończył dopiero na trzynastym miejscu, najgorszym w historii klubu. Na nic zdały się ogromne wzmocnienia poczynione przez klub. Kosztowne transfery Darko Pancewa, Matthiasa Sammera, Igor Szalimowa czy Dennisa Bergkampa nie przełożyły się na wyniki klubu. Największe nadzieje pokładano w Holendrze Bergkampie, którego talent nie mógł błyszczeć pełnym blaskiem, głównie ze względu na problemy z aklimatyzacją i kłótnie z klubowym kolegą Rubenem Sosą. Pomimo fatalnego sezonu ligowego, klubowi udało się za zdobyć po raz drugi Puchar UEFA. W finałowym dwumeczu Nerazzurri pokonali Austrię Salzburg (2-0), do czego przyczyniły się golę Nicoli Bertiego i Wima Jonka.

### Era Massimo Morattiego

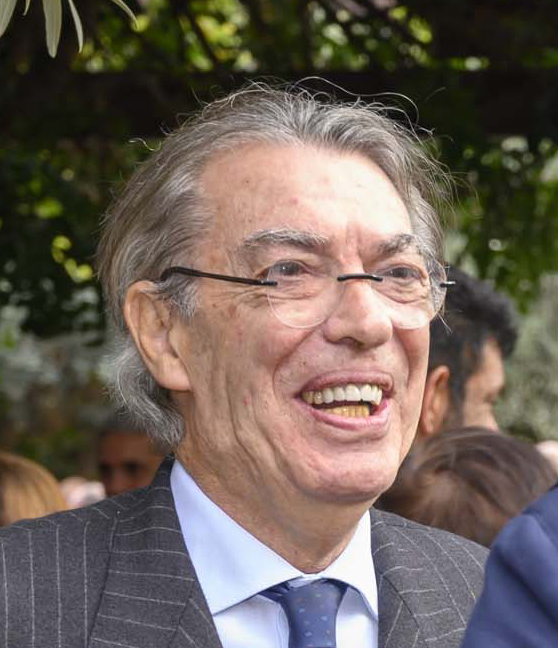
Massimo Moratti – wieloletni prezes klubu

W lidze nastały chude lata dla Interu. Największa zmiana nastąpiła w 1995 roku – prezydenta Ernesto Pellegriniego (szefował od 1984 roku) zastąpił Massimo Moratti – syn Angelo, który prezesował Interowi w czasach wielkiej ery lat 60. Młodszy z klanu Morattich dał się poznać w kolejnych latach z dwóch stron – jako najbardziej rozrzutny prezydent europejskich klubów oraz jako najbardziej niecierpliwy. Za brak wyników po wydaniu setek milionów euro płacili trenerzy, których Moratti zmieniał jak rękawiczki.

#### 1995–2000
Massimo Moratti jak najszybciej chciał nawiązać do sukcesów ojca z lat 60, więc jak najszybciej zacząć wzmacniać klubu. Już w pierwszym oknie wydał na transfery 30 mln euro, a wśród nowych zawodników pojawili się m.in. Paul Ince, Roberto Carlos czy Javier Zanetti. W następnym roku do klubu dołączył Diego Simeone, Ivan Zamorano czy Youri Djorkaeff, a klub osiągnął finał Pucharu UEFA, który przegrał z Schalke 04. Po obu finałowych spotkaniach był remis (1-1), ale to Niemcy lepiej wykonywali jedenastki i to oni sięgnęli po puchar. Sezon 1997/98 Inter rozpoczynał z ogromnymi aspiracjami. Nowym trenerem klubu został Luigi Simoni, a w letnim okienku transferowym za kwotę 27 mln euro do klubu dołączył – najlepszy piłkarz świata – Brazylijczyk Ronaldo. Transfer ten wywołał ogromne pobudzenie wśród kibiców, a sam właściciel był pewny, że wreszcie znalazł brakujący element, który zapewni klubowi lata chwały. Marzenia o Scudetto były bardzo bliskie zrealizowania już w pierwszym sezonie. Inter zajął drugie miejsce w lidze, za Juventusem, a o mistrzostwie zadecydowało kwietniowe spotkanie rozegrane w Turynie. Najważniejszym momentem spotkania była kontrowersyjna decyzja sędziego Piero Ceccariniego o nie przyznaniu rzutu karnego dla Interu po starciu Ronaldo z Iuliano. Sędzia zarządziła przywilej gry, akcja przeniosła się przed pole karne Inter, gdzie po interwencji Aarona Wintera sędzia przyznał rzut karny dla Turyńczyków. Gianluca Pagliuca obronił uderzenie Alessandro Del Piero, ale mimo starań to Juventus wygrał to spotkania (1-0). Po tym spotkaniu Mediolańczycy opadli z sił, ostatecznie kończąc sezon na drugim miejscu, premiowanym grą w Lidze Mistrzów.
Przed sezonem 1998/99 do klubu dołączyła legenda calcio Roberto Baggio, ale sam sezon był rozczarowujący. Inter był prowadzony w tym sezonie przez czterech trenerów, ale żaden z nich nie potrafił przezwyciężyć kryzysu. Największym zmartwieniem była kontuzją Ronaldo, która wykluczyła go z gry na kilka miesięcy. Pozbawieni Brazylijczyka, bezbarwni Nerazzurri zakończyli sezon ligowy na 8. miejscu w Serie A, z rozgrywek Ligi Mistrzów odpadając w ćwierćfinale po spotkaniach z Manchesterem United.
Przed sezonem 1999/00 Inter pobił rekord transferowy kupując z Lazio Rzym Christiana Vieriego za 49 mln euro, a zimą dołożyli jeszcze Clarenca Seedorfa i Kolumbijczyka Ivana Cordobę. Nowy trenerem został mianowany Marcelo Lippi, ojciec współczesnych sukcesów Juventusu Turyn. Gra Interu wciąż była daleka od ideału, a wymarzony atak Ronaldo – Vieri, rozegrał ze soba tylko kilka spotkań, wskutek zerwania przez Brazylijczyka więzadła krzyżowego w kolanie. Jego powrót miał miejsce w finałowym spotkaniu Pucharu Włoch przeciwko Lazio, ale po kilku minutach gry, nieatakowany przez obrońców padł na murawę, po raz drugi zerwał więzadło. Inter przegrał finał krajowego pucharu, w Serie A ulokował się czwartym miejscu, dającym możliwość gry w kwalifikacjach do Ligi Mistrzów.

#### 2000–2004
Sezon 2000/01 Inter rozpoczął fatalnie. Podopieczni Marcello Lippiego odpadli w 3. rundzie eliminacji do Ligi Mistrzów z zespołem Helsingborgs IF. Następnie polegli w potyczce o Superpuchar Włoch z zespołem Lazio (3-4). Ruchy transferowe Morattiego były kompletnie nietrafione; do klubu dołączyli m.in. Şükür, Pacheco, Robbie Keane, Peralta, Farinós czy Dalmat. Każdy z nich się nie sprawdził. Po porażce z Regginą 1-3 Moratti zastąpił na stanowisku trenera Marcelo Lippiego Marco Tardellim. W lidze Inter zawiódł, zajmując 5. miejsce w tabeli. Odpadł również z Pucharu Włoch po kompromitującej porażce 6-1 z Parmą w ćwierćfinale rozgrywek. Kolejną kompromitacją z udziałem Tardelliego były słynne derby Mediolanu 11 maja 2001 roku, przegrane 0-6. W Pucharze UEFA Nerazzurri doszli do 1/8 finału i odpadli po dwumeczu z Deportivo Alavés. Wcześniej na ich drodze stanął m.in. polski zespół Ruch Chorzów. W obydwu meczach Inter pewnie wygrał 3-0 i 4-1.
W następnym sezonie Inter prowadził Héctor Cúper. Latem ponownie Moratti nie szczędził pieniędzy na transfery do zespołu. Do kadry dołączyli tacy zawodnicy jak Francesco Toldo, Marco Materazzi, Adriano, Sérgio Conceição, Cristiano Zanetti czy Nelson Vivas. Sprzedano natomiast m.in. Robbie Keane’a czy Andreę Pirlo. Rozgrywki Pucharu Włoch Nerazzurri zakończyli już na etapie 1/8 finału, piłkarze z Mediolanu ulegli w dwumeczu z zespołem Udinese. Zespół Interu przez większość sezonu utrzymywali się na pozycji lidera we włoskiej Serie A. 5 maja 2002 roku w ostatnim meczu sezonu ligowego Nerazzurri przegrali w „spotkaniu o mistrzostwo” z zespołem Lazio 4-2 i trwająca 13-letnia przerwa od ostatniego zdobycia trofeum ligi włoskiej została przedłużona. Inter w efekcie porażki spadł dopiero na 3. miejsce. Zmagania Pucharu UEFA Inter zakończył na półfinałowym starciu z Feyenoordem. Holenderski zespół pokonał Inter 3-2 w dwumeczu.
Kolejną kampanię na ławce trenerskiej Interu kontynuował Héctor Cúper. Z zespołem pożegnał najlepszy strzelec Mundialu z 2002 roku – Ronaldo. Oprócz niego klub opuścił także Clarence Seedorf oraz Adriano. W ich miejsce pozyskano Hernána Crespo, Fabio Cannavaro, Francesco Coco czy Matíasa Almeyde. Ligowe zmagania Czarno-niebiescy zakończyli jako wicemistrzowie mając 65. punktów na koncie. Mistrzem ponownie został Juventus. Inter ponownie odpadł już w 1/8 finału Pucharu Włoch, tym razem lepsza okazała się drużyna SSC Bari. W Lidze Mistrzów Interowi szło bardzo dobrze. Najpierw wygrali grupę D zdobywając 11. punktów. Drugą fazę grupową Nerazzurri zakończyli na 2. miejscu, tuż za FC Barceloną. W ćwierćfinale Inter okazał się lepszy w starciu z Valencią. Podopieczni Cúpera odpadli jednak w półfinale po dwóch remisach z A.C. Milanem.
Podczas letniego okienka transferowego w 2003 roku klub zasilili Julio Cruz, Andy van der Meyde i Jérémie Bréchet natomiast odeszli Hernán Crespo i Sébastien Frey. Przygodę z Ligą Mistrzów mimo obiecującego początku zawodnicy Interu zakończyli na fazie grupowej, następnie w rozgrywkach Puchau UEFA doszli do etapu ćwierćfinału. Po 5. kolejce zmagań ligowych Héctor Cúper został zwolniony. Nowym trenerem na jeden mecz został Corrado Verdelli, niedługo potem zastąpił go Alberto Zaccheroni. W zimowym okienku do klubu powrócił Adriano oraz zakupiono Dejana Stankovicia. Inter w sezonie 2003/2004 nie brał czynnego udziału w walce o „Scudetto”. Klub zajął dopiero 4. miejsce z zaledwie 59. punktami.

#### Lata Roberto Manciniego (2004–2008)
7 lipca 2004 roku ogłoszono, że nowym trenerem Interu zostanie Roberto Mancini.

##### Sezon 2004/2005
W lecie klub do klubu dołączyli Fabián Carini, Nicolás Burdisso, Esteban Cambiasso, Siniša Mihajlović, Edgar Davids oraz Juan Sebastián Verón. Natomiast z drużyny odeszli m.in. Fabio Cannavaro, Goran Pandev, Jérémie Bréchet czy Matías Almeyda. Nerazzurri awansowali do fazy grupowej Ligi Mistrzów po wyeliminowaniu FC Basel. Zostali rozlosowani do grupy G wraz z Werderem Brema, Valencią oraz Anderlechtem. Drużyna z Mediolanu zajęła 1. miejsce w grupie zgarniając łącznie 14. punktów. W rozgrywkach Serie A Inter przegrał zaledwie w dwóch z 34. spotkań. Nastąpiły one w derbach z Milanem (0-1) oraz w spotkaniu z Messiną (2-1). Mimo niewielkiej liczby przegranych spotkań Inter 18-krotnie remisował swoje mecze w efekcie czego Nerazzurri zajęli na koniec 3. miejsce. Na europejskim szczeblu Inter wyeliminował FC Porto w 1/8 finału Champions League, jednak w ćwierćfinale ponownie uległ zespołowi Rossonerich (porażki 0-2 oraz 0-3). 15 czerwca 2005 roku Inter po raz czwarty w swojej historii zwyciężył w zmaganiach Pucharu Włoch, w finałowym dwumeczu z AS Romą Inter wygrał 0-2 oraz 1-0.

##### Sezon 2005/2006
Podczas letniego okienka transferowego do drużyny Inter dołączyło trzech piłkarzy z Realu Madryt; byli to Luís Figo, Walter Samuel oraz Santiago Solari. Klub zasilił jeszcze David Pizarro oraz Júlio César. Sprzedano Andy’ego van der Meyde, Domenico Morfeo oraz Emre Belözoğlu. Bez odstępnego odeszli także Edgar Davids, Christian Vieri, Javier Farinós czy Nicola Ventola. 20 sierpnia 2005 roku Inter pokonując Juventus 1-0 po raz drugi w swojej historii zdobył trofeum Superpucharu Włoch. Zespół Manciniego awansował do fazy grupowej Champions League po wyeliminowaniu Szachtaru Donieck. W niej okazał się najlepszy w swojej grupie, dzięki czemu awansował do 1/8 finału tych rozgrywek. W lidze Inter zanotował 23. zwycięstwa, 8. remisów oraz 7. porażek co dawało na koniec sezonu 3. lokatę. Jednak w wyniku afery Calciopoli zdegradowany do Serie B został pierwszy w tabeli Juventus, natomiast Milan, Lazio i Fiorentina zostali ukarani odjęciem 30-stu punktów. Ostatecznie „Scudetto” zostało przyznane Interowi a podium uzupełniła AS Roma oraz ukarany zespół Rossonerich. Inter również zanotował drugą wygraną z rzędu w zmaganiach Coppa Italia, drużyna z Mediolanu ponownie zwyciężyła dwumecz z AS Romą (remis 1-1 na wyjeździe oraz wygrana 3-1 u siebie). W 1/8 finału Ligi Mistrzów Inter pokonał Ajax Amsterdam, jednak ponownie zostali pokonani w ćwierćfinale tych rozgrywek – Inter przegrał dwumecz z Villarrealem.

##### Sezon 2006/2007
Przed startem sezonu klub z Mediolanu pozyskał dwóch graczy Juventusu – Zlatana Ibrahimovicia oraz Patricka Vieire. Do tego pozyskano Fabio Grosso, Maicona i Maxwella. Na wypożyczenie do klubu wrócił Hernán Crespo. Z klubu odeszli Obafemi Martins, David Pizarro, Cristiano Zanetti, Juan Sebastián Verón. Karierę zakończył Siniša Mihajlović. Inter rozpoczął sezon od zgarnięcia trofeum za Superpuchar Włoch. Nerazzurri mimo przegrywania już 0-3 po 34. minutach pokonali Romę w dogrywce 4-3; bramki dla Interu zdobyli Patrick Vieira (dublet), Hernán Crespo oraz Luís Figo. Inter w dobrym stylu rozpoczął rozgrywki Serie A, na wyjeździe zwyciężyli z Fiorentiną 2-3. W 2. kolejce Nerazzurri stracili punkty z Sampdorią – padł remis 1-1. Po 7. spotkaniach Inter zajmował drugą lokatę, jednak pozostawał on niepokonany (4. wygrane oraz 3. remisy). Później zespół Manciniego zaliczył serię 14-stu ligowych wygranych z rzędu. Dopiero w 22. kolejce ulegli 1-3 w meczu przeciwko Giallorossim. Jak się później okazało, była to jedyna ligowa porażka w sezonie. Zmagania Champions League Inter zakończył na etapie 1/8 finału, gdzie to Valencia przeszła dalej dzięki bramkom na wyjeździe. Spotkanie na San Siro zakończyło się wynikiem 2-2, natomiast rewanż na Estadio Mestalla przyniósł bezbramkowy remis. Zespół Interu dotarł do finału Coppa Italia, jednak w dwumeczu to AS Roma okazała się lepsza. Nerazzurri zdecydowanie zwyciężyli w lidze mając 97. punktów, druga Roma zdobyła 22. oczek mniej.

##### Sezon 2007/2008

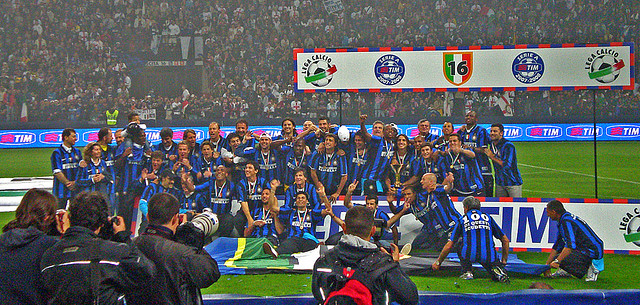
Celebracja zdobytego tytułu mistrzowskiego w 2008 roku.

W trakcie letniego okienka transferowego Inter pozyskał Cristiana Chivu, Davida Suazo oraz Nelsona Rivasa. Ze szkółki juniorów do pierwszego zespołu dołączył Mario Balotelli. Sprzedano Fabio Grosso oraz Marco Andreolliego. Na wypożyczenie do Treviso wyruszył Leonardo Bonucci. Sezon Inter rozpoczął od porażki w Superpucharze 0-1 z zespołem Romy. Ligowe zmagania Nerazzurri zaczęli remisowym spotkaniem z zespołem Udinese. Następne dwa spotkania Inter wygrał, jednak w 4. kolejce ponownie stracił punkty remisując z AS Livorno. Inter zajął pierwsze miejsce w swojej grupie w ramach rozgrywek Ligi Mistrzów. Zespół Manciniego zdobył 14. punktów i wyprzedził Fenerbahçe, PSV Eindhoven i CSKA Moskwę. W 1/8 finału Inter mierzył się z zespołem Liverpoolu. Nerazzurri nie poradzili sobie z angielską drużyną; przegrali 2-0 na Anfield oraz ulegli u siebie 0-1. Inaczej prezentowała się ligowa dyspozycja Interu. Pierwszą porażkę w sezonie odnotowali dopiero w 26. kolejce, kiedy to Napoli ograło u siebie zespół z Mediolanu. Mimo porażki Inter utrzymywał bezpieczną, 6-punktową przewagę nad AS Romą. Sytuacja w lidze uległa pogorszeniu dopiero pod koniec sezonu. W 36. kolejce Inter uległ w derbach Mediolanu 1-2 i jego przewaga nad Romą stopniała do 3. punktów. Kolejne spotkanie z AC Sieną Inter zaledwie zremisował i na kolejkę przed końcem Nerazzurri mieli tylko punkt przewagi nad zespołem Luciano Spallettiego. W ostatniej kolejce zawodnicy Interu wytrzymali presję i zwyciężyli z Parmą 0-2 po bramkach po dublecie Zlatana Ibrahimovicia, dzięki czemu klub na 100-lecie istnienia mógł świętować 16-ste mistrzostwo w historii. Sama Roma straciła punkty w ostatnim meczu remisując z Catanią Calcio. Inter zdobył łącznie 85. punktów, o trzy więcej od zespołu z Rzymu. 25 maja 2008 roku Drużyna Giallorossich ponownie pokonała Inter w finale Pucharu Włoch, na Stadio Olimpico zespół Manciniego uległ 1-2. Cztery dni po przegranym finale ogłoszono koniec współpracy Interu z Roberto Mancinim.

#### Dwa sezony Jose Mourinho (2008–2010)
1 lipca 2008 roku klub ogłosił, że nowym trenerem Nerazzurrich zostanie portugalski szkoleniowiec – José Mourinho. 

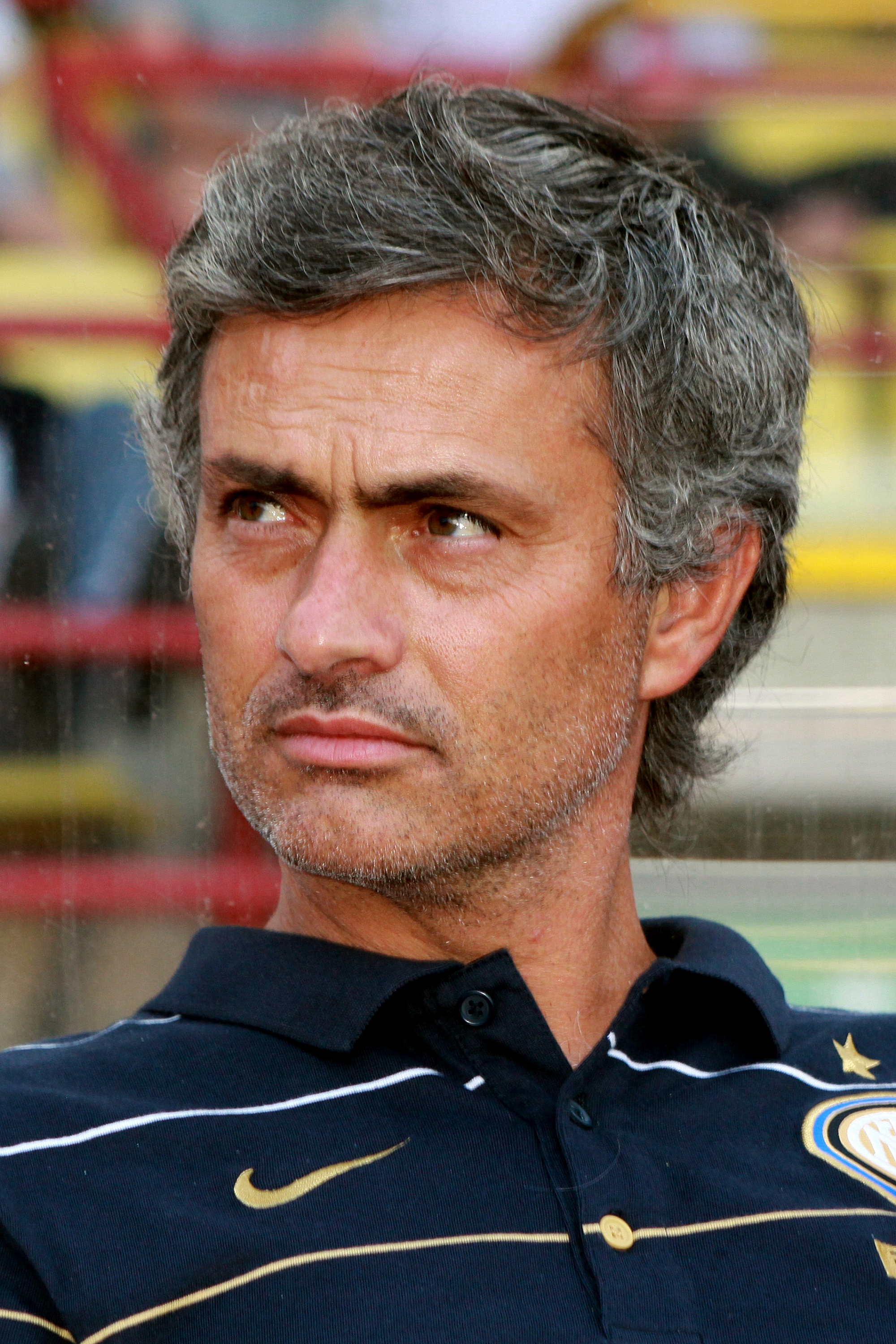
José Mourinho.

##### Sezon 2008/2009
Podczas letniego okienka transferowego Inter nie poczynił wiele ruchów; do klubu dołączyli Ricardo Quaresma, Sulley Muntari i Mancini. Zakupiono też Philippe Coutinho, którego od razu odesłano na wypożyczenie. Z drużyny odeszli Adriano oraz Santiago Solari. Inter pod wodzą nowego szkoleniowca wygrał Superpuchar Włoch pokonując AS Romę po karnych 8-7 (2-2 po 120. minutach). Pierwszy mecz w lidze Nerazzurri jedynie zremisowali z Sampdorią. Następnie podopieczni Mourinho zanotowali trzy wygrane z rzędu, dobrą passę przerwały derby Mediolanu w których lepszy okazał się być Milan. W Lidze Mistrzów Inter został rozlosowany do grupy B wraz z Werderem Brema, Panathinaikosem i cypryjskim Anorthosis. Sensacyjnie pierwsze miejsce w grupie zajął klub z Grecji, Inter był drugi. Po 11. kolejkach Inter objął prowadzenie w lidze z bilansem 7. zwycięstw, 3. remisów oraz jedną porażką. W późniejszych spotkaniach Inter nie zwalniał tempa, rzadko tracił punkty i powiększał swoją przewagę nad resztą stawki; jedynie Juventus nadal dotrzymywał kroku drużynie z Mediolanu. Nerazzurri drugi raz przegrali dopiero w 19. kolejce z Atalantą, zespół Bianconerrich tracił do czarno-niebieskich 3. oczka.
Inter odpadł z rozgrywek Champions League w 1/8 finału, lepszym zespołem okazał się Manchester United, który na Old Trafford rozstrzygnął losy dwumeczu. Rozgrywki Coppa Italia Nerazzurri zakończyli na etapie półfinału, gdzie to Sampdoria awansowała dzięki wygranej 3-0 u siebie, zespół Mourinho w rewanżu wygrał jedynie 1-0. Jednak drużyna prowadzona przez Portugalczyka konsekwentnie dążyła do wygranej w lidze. Inter wygrał w drugim ligowym meczu z A.C. Milanem 2-1, a także nie dał się pokonać Juventusowi w wyjazdowym meczu (remis 1-1). Dopiero w 33. kolejce Inter został pokonany po raz trzeci w sezonie, Nerazzurri ulegli z SSC Napoli 1-0. Mimo porażki drugi Milan miał 7. punktów straty, natomiast „Stara Dama” 9. punktów. Mimo przeciętnej formy w końcówce sezonu Inter zgarnął czwarte „Scudetto” z rzędu wraz z 84. punktami – o dziesięć więcej od zespołu z Turynu i derbowego rywala. Królem strzelców rozgrywek ligowych został Zlatan Ibrahimović, który zdobył 25. bramek dla drużyny Nerazzurrich.

##### Potrójna korona, sezon 2009/2010
Przed rozpoczęciem sezonu 2009/2010 Inter był aktywny w okienku transferowym. Nowymi nabytkami zostali: Wesley Sneijder, Diego Milito, Lúcio, Thiago Motta i Samuel Eto’o. Z klubu odeszli m.in. Zlatan Ibrahimović, Julio Ricardo Cruz, Maxwell, Hernan Crespo i Luís Figo. Sezon Nerazzurri rozpoczęli 8 sierpnia od przegranej (2:1) z S.S. Lazio w Superpucharze na Arenie Olimpijskiej w Pekinie. Rozgrywki ligowe zainaugurowali 23 sierpnia remisem 1:1 z AS Bari na Giuseppe Meazza. W następnej kolejce fani Interu mogli już mieć powody do zadowolenia. Czarno-niebiescy pokonali wtedy słabo grający A.C. Milan 4:0. Pierwszą porażkę w lidze podopieczni Inter zaliczyli 26 września w Genui przegrywając z Sampdorią 1:0. Z grupy w Lidze Mistrzów, Inter wyszedł z drugiego miejsca ustępując Barcelonie i wyprzedzając Rubin Kazań i Dynamo Kijów. Drużyna Mourinho objęła prowadzenie w lidze po pokonaniu w 7. kolejce Udinese. Następnie zaliczyli serię ośmiu spotkań bez porażki; dobrą passę przerwała drużyna Juventus, która wygrała u siebie z Interem 2-1. Na półmetku walki o „Scudetto” Czarno-niebiescy prowadzili z zapasem 5. oczek nad drugim Milanem.
Nerazzurri w zmaganiach Ligi Mistrzów awansowali dalej, pokonując w dwumeczu Chelsea (3-1), później w ćwierćfinale wyeliminowali CSKA Moskwa wygrywając dwa razy (1:0). Przeciwnikiem stojącym na drodze do upragnionego finału była FC Barcelona. W pierwszym meczu półfinałowym zawodnicy Interu na własnym stadionie pokonali wygrali (3-1) po bramkach Wesley Sneijdera, Maicona i Diega Milito. Rewanżowe spotkanie Inter przegrał (0-1), ale mimo to utrzymał jednobramkową przewagę z pierwszego spotkania. Okoliczności tego dwumeczu rozbudzają emocję kibiców do dziś. Kilka dni przed pierwszym spotkaniem, na Islandii wybuchł wulkan Eyjafjallajökull, który ograniczył ruch lotniczy w Europie, zmusiło to, drużynę FC Barcelony do dotarcia do Mediolanu na pierwsze spotkanie autokarem. Pod koniec zmagań ligowych drużynę Interu zaczynała doganiać AS Roma. Giallorossi pokonali drużynę z Mediolanu podczas zmagań 31. kolejki i zbliżyli się do lidera tracąc już tylko punkt. Inter jednak zaliczył później serię 7. spotkań bez porażki (6. wygranych i jeden remis).
5 maja 2010 po zwycięstwie nad AS Romą w finale Pucharu Włoch, Inter mógł świętować swój pierwszy tytuł w tym sezonie. Wcześniej Nerazzurri wyeliminowali w tych rozgrywkach AS Livorno, Juventus oraz Fiorentinę.
16 maja 2010 Inter zdobył Scudetto w ostatniej kolejce po wyjazdowej wygranej ze Sieną (1:0). Nerrazzuri zdobyli 82 punkty wraz z 24. zwycięstwami, 10. remisami i 4. porażkami (wszystkie na wyjeździe) i wyprzedzili Romę różnicą dwóch punktów. Był to drugi i ostatni sezon Interu z José Mourinho.

##### Finał Ligi Mistrzów 2010

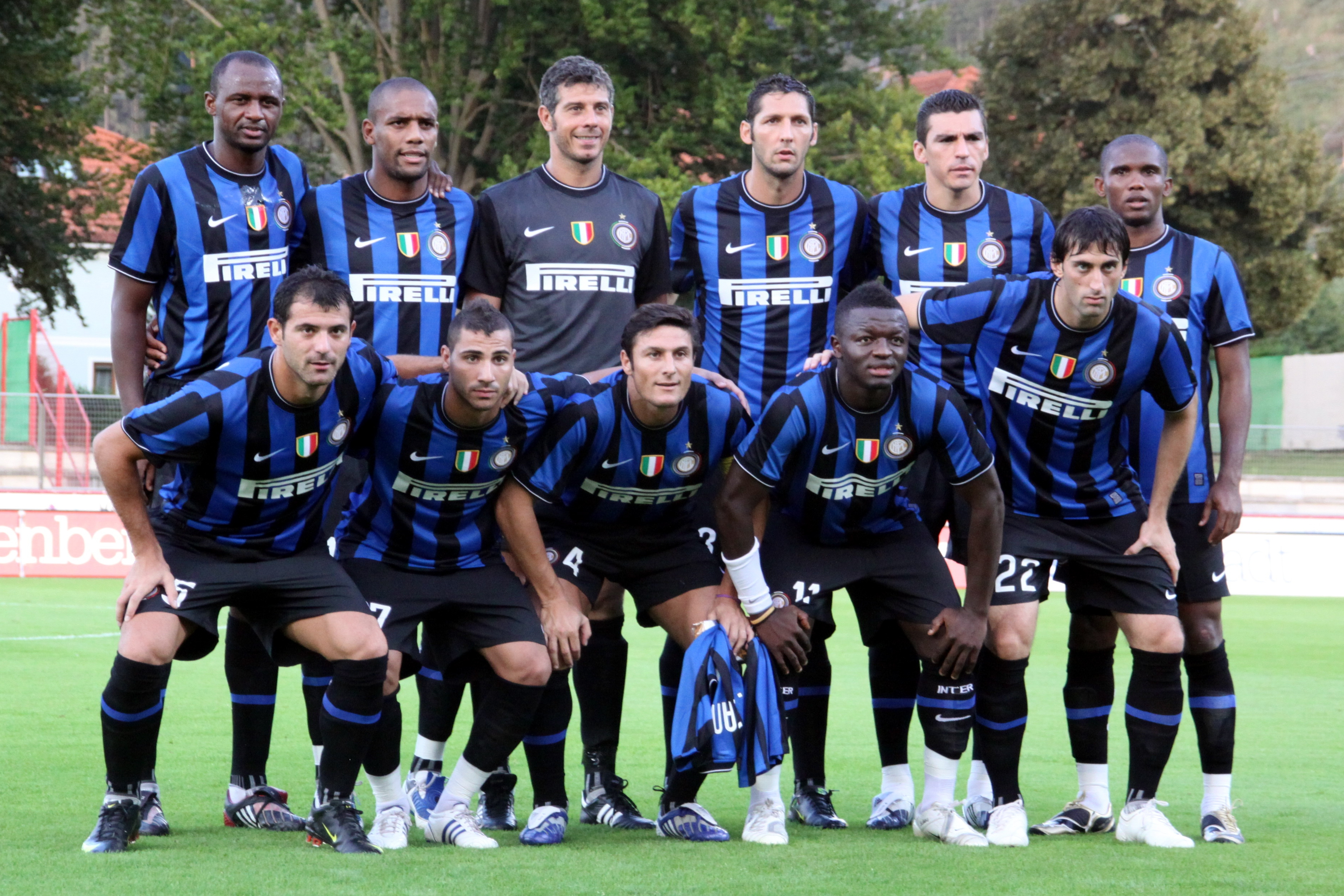
Inter Mediolan 2009/10

Mecz finałowy został rozegrany 22 maja 2010 na Estadio Santiago Bernabéu w Madrycie. Obiekt ten gościł decydujący mecz rozgrywek Ligi Mistrzów UEFA (wcześniej Pucharu Europy Mistrzów Klubowych) po raz czwarty. Pierwszy raz zwycięzca tych rozgrywek został wyłoniony w sobotę (dotychczas spotkania finałowe rozgrywano w środy). Nerazzurri odnieśli zwycięstwo dzięki dwóm bramkom Diego Milito tym samym przypieczętowali zdobycie Potrójnej korony w sezonie 2009/2010.

#### Lata po Mourinho

##### Sezon 2010/2011
Wkrótce po zwycięstwie nad Bayernem Jose Mourinho postanowił opuścić klub i związać się z Realem Madryt do czego doszło 28 maja 2010 r. Na jego następcę wybrano pozostającego bez zajęcia Rafaela Beníteza, który podpisał z Interem dwuletni kontrakt. 21 sierpnia Nerazzurri w finale Superpucharu Włoch ograli 3:1 Romę i zdobyli tym samym czwarte trofeum w jednym roku. 27 sierpnia w meczu o Superpuchar Europy Inter został zatrzymany przez Atlético Madryt, które w Monaco odniosło zwycięstwo pokonując zdobywcę Pucharu Ligi Mistrzów 2:0. Porażka w tym spotkaniu rozwiała marzenia o powtórzeniu ubiegłorocznego osiągnięcia FC Barcelony, która zdobyła 6 trofeów w trakcie jednego roku. W grudniu 2010 r. Inter obsunął się na 6 pozycję w Serie A przegrywając z Milanem, Chievo i Lazio w lidze oraz ulegając Tottenhamowi w rywalizacji grupowej Ligi Mistrzów. Pomimo tych niepowodzeń Nerazzurri zdobyli po zwycięstwie nad TP Mazembe Klubowe Mistrzostwo Świata. Jednakże sukces w KMŚ nie uratował Beníteza, który 23 grudnia 2010 r. został zwolniony. Na jego miejsce zatrudniono Leonardo. W czasie zimowego okienka transferowego Inter pozyskał: Andreę Ranocchię, Juana Jesusa, Giampaolo Pazziniego, Philippe Coutinho i Yuto Nagatomo. Początek pracy Brazylijczyka był obiecujący ponieważ zespół odniósł serię 5 zwycięstw z rzędu zakończonych porażką z Udinese. Na właściwe tory udało się powrócić Nerazzurrim w meczu z Palermo, choć do połowy to Sycylijczycy prowadzili 2:0, ale właśnie wtedy pokazał swój kunszt debiutujący Pazzini strzelając dwie bramki i wywalczając rzut karny. Ogółem w pierwszych 13 meczach pod wodzą Leonardo zespół zdobył 33 punkty co jest rekordowym osiągnięciem we Włoszech. W 1/8 Ligi Mistrzów Mediolańczycy zmierzyli się z Bayernem Monachium. Po pierwszym meczu przegranym na Guiseppe Meazza 0:1 Il Biscione zdołali się podnieść i wygrać w Monachium 3:2. 2 kwietnia ponowna porażka z Milanem pozbawiła Nerazzurrich złudzeń o kolejnym scudetto. W ćwierćfinale Champions League zespół trafił na świetnie wtedy dysponowane Schalke, które wygrało dwukrotnie 5:2 i 2:1 z La Beneamata. Sezon 2010/11 Inter zakończył na drugim miejscu w Serie A oraz zwycięstwie w finale Pucharu Włoch z Palermo 3:1.

##### Sezon 2011/2012
Przed sezonem 2011/12 Massimo Moratti mając na uwadze zasady finansowego fair-play zdecydował się przyjąć ofertę Anży Machaczkała i wyraził zgodę na transfer Samuela Eto’o do Rosji. Zimą odszedł z klubu także Thiago Motta, który chciał odejść już znacznie wcześniej. Ostatecznie Włoch zasilił PSG. Innym pomocnikiem, który odszedł z drużyny był Sulley Muntari, który dołączył do Milanu. Po nieudanej przygodzie Rafaela Beníteza w Interze, drużynę przejął Leonardo. Mało doświadczony w pracy trenerskiej Brazylijczyk wniósł do szatni Interu dużo entuzjazmu, dzięki czemu Interowi udało się uratować sezon. Pod jego wodzą Nerazzurri zajęli drugie miejsce w Serie A i zdobyli Puchar Włoch. Wydawało się, że zostanie on w Interze, co było w planach Massimo Morattiego. On sam miał jednak inne plany i 6 dni przed rozpoczęciem okresu przygotowawczego postanowił zamienić stanowisko trenera Interu na stadnowisko dyrektora sportowego PSG. Inter musiał znaleźć nowego szkoleniowca. Następcą Brazylijczyka został Gian Piero Gasperini, którego kadencja jako trenera Interu trwała bardzo krótko. Spowodowane było to m.in. porażką w meczu o Superpuchar Włoch z Milanem 2:1 oraz fatalnym startem w Serie A. Gasperiniego zastąpił Claudio Ranieri i pod wodzą doświadczonego Włocha, Nerazzurri zaczęli w końcu wygrywać. Dobre mecze przeplatali słabymi, jednak do końca roku 2011 Inter odbudował się na tyle, że wciąż liczył się w walce o Mistrzostwo, choć jego szanse na triumf określane były znacznie niżej od szans Milanu i Juventusu. W Lidze Mistrzów Nerazzurri wywalczyli awans z grupy, lecz przeszkodą nie do przejścia okazała się w fazie pucharowej Olympique Marsylia. W 2012 roku kiedy to Inter popadł w kryzys, wszystko co zostało zbudowane na nowo rozleciało się. Najczarniejszym miesiącem był luty, ponieważ właśnie wtedy Inter przegrał wszystkie mecze w tym miesiącu, 5 spotkań z rzędu. Wówczas stało się jasne, że dni Claudio Ranieriego w Interze są policzone. Pytaniem było tylko to, kiedy i kto go zastąpi. Ostatecznie miarka przebrała się po porażce w Turynie z Juventusem i Ranieri został zwolniony. Trzecim z kolei trenerem Interu w tym sezonie został młody i niedoświadczony w pracy na takim poziomie – Andrea Stramaccioni. Stramaccioni tchnął w Inter entuzjazm i dodał do gry sporo polotu. Dzięki fantastycznej postawie Interu w meczu derbowym, w którym to zdecydowanie pokonali Milan, a także wcześniejszym meczom, w których Inter prezentował się obiecująco, Stramaccioni został zapewniony o pozostaniu w klubie na kolejny sezon.

##### Sezon 2012/2013
W letnim okienku transferowym sezon 2012/13 do klubu sprowadzono Rodrigo Palacio, Fredy’ego Guarína Matíasa Silvestre, Samira Handanovičia oraz Antonio Cassano. Zespół opuściło dwóch doświadczonych graczy (Júlio César oraz Maicon), którzy podpisali kontakty z angielskimi klubami. Ponadto z zespołem rozstał się Giampaolo Pazzini, który przeniósł się do Milanu. Zimą tego samego sezonu klub zasili Mateo Kovačić, Zdravko Kuzmanović oraz Tommaso Rocchi, natomiast sprzedani zostali Philippe Coutinho i Wesley Sneijder. Nie był to wymarzony sezon dla fanów Interu. Nerazzurri odpadli z Ligi Europy na etapie 1/8 finału, lepszy okazał się zespół Tottenhamu. W rozgrywkach Coppa Italia Inter zaszedł do półfinałów, gdzie zwycięsko wyszła AS Roma. W Serie A Nerazzurrim do pewnego momentu szło całkiem przyzwoicie. Drużyna Andrei Stramaccioniego do 17. kolejki utrzymywała się nawet na drugiej lokacie. Jednak kolejna faza sezonu w wykonaniu zespołu z Mediolanu była tragiczna. Zespół zaliczył spory regres czego konsekwencją było dopiero 9. miejsce na koniec sezonu. Kryzys rozpoczął się od 30. kolejki, kiedy to Juventus ograł Inter 1-2 na San Siro. W ostatnich 9-ciu kolejkach Nerazzurri zdobyli zaledwie 4. punkty.

### Nowy właściciel, nowe otwarcie
15 listopada 2013 roku Massimo Moratti sprzedał 70% udziałów grupie International Sports Capital będącej własnością Ericka Thohira, Rosana Roeslaniego i Handy Soetedjo. Według włoskich mediów pakiet akcji Nerazzurrich kosztował ich 100 mln euro, z czego 75 mln indonezyjski biznesmen zapłacił w dniu transakcji. 68-letni Moratti pozostał prezesem honorowym Interu.

#### Czasy Mazzarriego i powrót Manciniego (2013–2016)

##### Sezon 2013/2014
W sezonie 2013/14 nowym szkoleniowcem zespołu został Walter Mazzarri. Latem sprowadził on do klubu Hugo Campagnaro, Ishaka Belfodila, Mauro Icardiego oraz Rolando. Po siedmiu kolejkach Inter zajmował czwarte miejsce w tabeli, z dorobkiem 14 punktów. Zespół zaliczył 4 zwycięstwa m.in. 7:0 nad US Sassuolo, 3:0 nad Calcio Catanią czy 2:1 nad Fiorentiną. W Pucharze Włoch Inter odpadł w 1/8 finału z Udinese. W zimowym oknie transferowym Nerazzurri pozyskali Hernanesa oraz Danilo D’Ambrosio. Gra Interu w sezonie 2013/2014 nie zachwycała, Mazzarri był krytykowany nie tylko za wyniki, ale także za uparte przywiązanie do rozwiązań taktycznych, które nie przynosiły oczekiwanych efektów. Drużyna z Mediolanu nie potrafiła w sezonie wygrać więcej niż 2. spotkania z rzędu. Ostatecznie zespół zajął 5. miejsce w rozgrywkach, zdobywając 60 punktów, a tracąc do mistrzowskiego Juventusu aż 42 pkt. Mimo wszystko dzięki zajęciu piątej pozycji Nerazzurri awansowali do rozgrywek Ligi Europy.

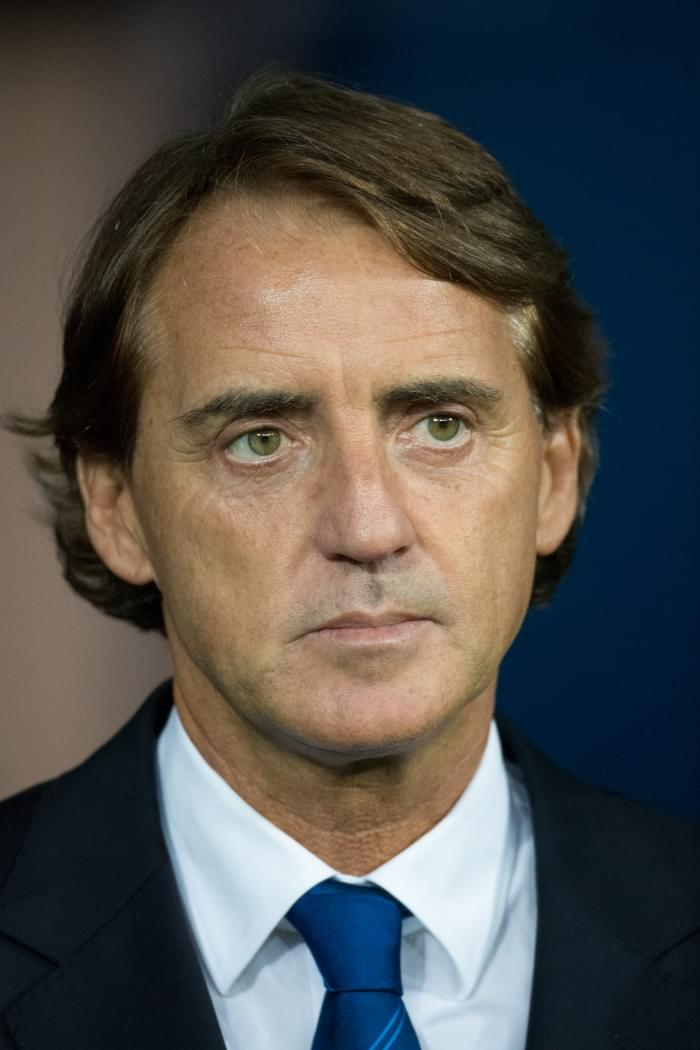
Roberto Mancini.

##### Sezon 2014/2015
Podczas letniego Mercato dokonano kilku ciekawych transferów, stawiając na uznane w piłkarskim świecie nazwiska. Z Arsenalu wypożyczono Lukasa Podolskiego, z Bayernu zakupiono Xherdana Shaqiriego, zaś z Anglii przywędrowali do Mediolanu Gary Medel oraz Nemanja Vidić, który został zakontraktowany jako wolny zawodnik po zakończeniu kontraktu z Manchesterem United. Pomimo obiecujących wzmocnień drużyny, wyniki nie były obiecujące. Po kilku słabszych spotkaniach cierpliwość wobec trenera się skończyła, co doprowadziło do zwolnienia Mazzarrego jeszcze w listopadzie 2014 roku. Jego następcą został Roberto Mancini, który w ten sposób powrócił na Giuseppe Meazza po kilku latach pracy na obczyźnie. Mancini przejął Inter będący na dopiero na 9. miejscu. Włoski szkoleniowiec zmienił taktykę oraz zdecydowanie odmienił grę Interu – odważną i ofensywną. Początek drugiej przygody Włocha nie był udany. W swoich pierwszych 3. meczach Nerazzurri zdobyli zaledwie punkt co poskutkowało spadkiem na 11. lokatę w tabeli. Sezonu nie udało się już uratować, jednak zmiana trenera i stylu gry przywróciła nadzieję kibicom Nerrazurrim. Ostatecznie dzięki niezłej końcówce sezonu zespół zajął 8. miejsce w lidze, jednak ze stratą ponad trzydziestu punktów do mistrza Włoch – Juventusu. Mimo słabej postawy zespołu królem strzelców Serie A został Mauro Icardi, który zdobył 22. gole. Zmagania w Lidze Europy Inter ponownie zakończył dwumeczem na etapie 1/8 finału. Z Pucharu Włoch zespół Interu w ćwierćfinale wyeliminowało SSC Napoli.

##### Sezon 2015/2016
Zakupienie Geoffreya Kondogbii, Joao Mirandy, Felipe Melo, Stevana Joveticia, Jeisona Murillo, Ivana Perisicia, a także wypożyczenia Adema Ljajicia, czy Alexa Tellesa to ruchy transferowe Interu latem 2015 roku. Do Realu Madryt za 35 mln euro odszedł Mateo Kovacić, który nie potrafił w pełni rozwinąć swego talentu na San Siro. Ponadto z zespołem pożegnali się m.in. Hernanes, Obi, Mbaye, Duncan, Kuzmanović i Shaqiri. Przebudowa zespołu przyniosła dobre wyniki już na początku sezonu. Mając komplet punktów po prestiżowym zwycięstwie derbowym z Milanem już po trzech kolejkach Inter został liderem Serie A. Na półmetku sezonu ligowego Inter zajmował solidne 3. miejsce z 39. punktami. Druga połowa sezonu nie była jednak tak dobra jak pierwsza. Inter przegrał derby z Milanem 3-0, wyjazdowe spotkanie z Juventusem 2-0 czy mecz w Rzymie z zespołem Lazio 2-0. Ostatecznie Inter zakończył sezon na czwartym miejscu w Serie A i zapewnił sobie miejsce w Lidze Europy UEFA.

### Nowe rządy działaczy z Chin
W czerwcu 2016 roku większość udziałów Interu wykupił Zhang Jindong, który został właścicielem klubu.

#### Nieudany sezon trzech trenerów
Przed startem sezonu 2016/2017 poinformowano o zakończeniu współpracy z Roberto Mancinim.

##### Sezon 2016/2017
W letnim okienku Inter przeprowadził wiele transferów. Nerazzurri zakupili João Mário, brazylijskiego napastnika Gabriela Barbosę, Antonio Candrevę, Édera, Cristiana Ansaldiego, Marcelo Brozovicia, Roberto Gagliardiniego i Évera Banegę. A nowym trenerem czarno-niebieskich został Holender Frank de Boer. W swoim pierwszym meczu w sezonie Inter przegrał na wyjeździe 2-0 z Chievo Weroną. Słaba postawa w Serie A (12. miejsce) i Lidze Europy spowodowały, że holenderski trener został zwolniony 1 listopada 2016 roku. Jego następcą został Stefano Pioli. W pierwszym swoim spotkaniu pod wodzą nowego trenera Inter zremisował z A.C. Milanem 2-2. Inter zakończył swoją przygodę w Lidze Europy kończąc na 4. miejscu w grupie. W Pucharze Włoch Inter dotarł do ćwierćfinału, gdzie przegrał z S.S. Lazio 1-2. Pod koniec sezonu Pioli został zwolniony. Spowodowały to wyniki, gdzie w 8 swoich ostatnich meczach w Serie A czarno-niebiescy zdobyli tylko 2 punkty. Na ostatnie dwie kolejki rolę trenera pełnił Stefano Vecchi. W tych dwóch spotkaniach Inter dwukrotnie wygrał 3-1 z Lazio i 5-2 z Udinese Calcio. Nerazzurri zakończyli sezon na dopiero 7. miejscu mając na koncie 62. punkty.

#### Era Luciano Spaettiego (2017–2019)
9 czerwca 2017 roku ogłoszono, że nowym trenerem mediolańskiego klubu zostanie dotychczasowy trener AS Romy Luciano Spalletti.

##### Sezon 2017/2018
Przed sezonem Inter zakupił Milana Škriniara z UC Sampdorii, Dalberta Henrique z OGC Nice oraz Borje Valero i Matíasa Vecino z ACF Fiorentiny. Z wypożyczenia wrócił Stevan Jovetić. Sprzedano Gianluce Caprariego, Évera Banegę, Juana Jesusa i Canera Erkina. Z klubu odeszli także Marco Andreolli i Felipe Melo.
W przedsezonowych meczach towarzyskich Inter mierzył się z FC Schalke 04 (1-1), Olympiquem Lyon (1-0 dla Interu), Bayernem Monachium (2-0 dla Interu) i Chelsea F.C. (2-1 dla Interu), dzięki tym wygranym czarno-niebiescy wygrali te rozgrywki. Inter znakomicie rozpoczął rozgrywki w Serie A, wygrali pierwsze 4 spotkania, w tym hitowy mecz z AS Romą 1-3. Serie wygranych przerwała Bologna FC z którą Inter zremisował 1-1. 15 października Nerazzurrii wygrali w prestiżowych derbach Mediolanu z A.C. Milanem 3-2. Gwiazdą tego wieczoru był kapitan Interu Mauro Icardi, który zdobył hat tricka. Pierwsza porażka nadeszła dopiero 16 grudnia. Udinese Calcio pokonało na San Siro gospodarzy 3-1. W następnej kolejce Inter znów przegrał, tym razem z US Sassuolo 0-1. Po dwóch porażkach w lidze podopieczni Spallettiego odpadli z Milanem w Pucharze Włoch przegrywając w dogrywce 0-1.
Nowy rok Czarno-niebiescy zaczęli remisem z S.S. Lazio w którym padł bezbramkowy remis. W całym styczniu Inter zremisował wszystkie mecze (0-0 z Lazio, 1-1 z Fiorentiną, 1-1 z AS Romą i 1-1 z SPAL). W zimowym okienku przybył Rafinha z FC Barcelony i Lisandro López. Z klubu odszedł João Mário, który został wypożyczony do West Hamu, i Yūto Nagatomo wypożyczony do Galatasaray SK.
Inter przełamał passę bez zwycięstwa dopiero 11 lutego w meczu z Bologną, w którym wygrali 2-1. Jednak w następnej kolejce Nerazzurri przegrali 0-2 w meczu z Genoą. W drugiej części sezonu Inter plasował się między 4 a 5. miejscem w lidze. Podopieczni Luciano Spallettiego do ostatniej kolejki walczyli o 4. miejsce, które dawało awans do Ligi Mistrzów. W ostatnim meczu gracze klubu z Mediolanu mierzyli się z zespołem S.S. Lazio, które było 4 i wyprzedzało Inter o trzy punkty. Aby wywalczyć upragniony awans zawodnicy czarno-niebieskich musieli wygrać spotkanie. Oznaczałoby to zrównanie się dorobkiem punktowym z rzymianami, ale również wyprzedzenie ich w tabeli, ponieważ o wyższej pozycji w niej decyduje bilans bezpośrednich spotkań w lidze między zespołami (pierwszy mecz przeciwko Lazio, który odbył się w stolicy Lombardii, zakończył się bezbramkowym remisem). Do przerwy widniał wynik 1-2 dla zespołu z Rzymu, jednak ostatecznie to Inter wygrał mecz 3-2 zapewniając sobie awans do Ligi Mistrzów.

##### Sezon 2018/2019
Z klubem pożegnali się: Rafinha, João Cancelo, Lisandro López, którym skończyło się wypożyczenie. Sprzedano Geoffreya Kondogbie, Davide Santona, Yūto Nagatomo oraz kilku wychowanków. Za darmo pozyskano Stefana de Vrija i Kwadwo Asamoaha. Zakupiono Radje Nainggolana oraz Lautaro Martíneza. Wypożyczono także Matteo Politano. Następnym ruchem transferowym było ściągnięcie do klubu finalisty mundialu Šime Vrsaljko. Pod koniec okienka do sklubu sprowadzono także Keite Baldé Diao.

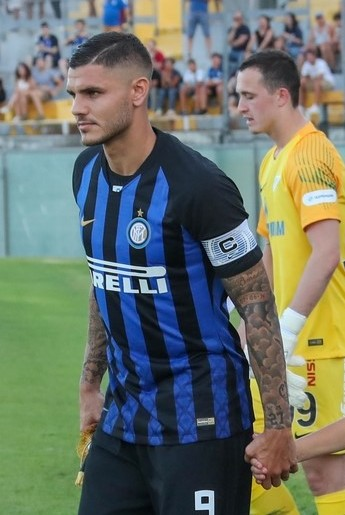
Mauro Icardi

W International Champions Cup Inter mierzył się z Chelsea F.C. (remis 1-1), Olympique Lyon (wygrana 1-0) oraz Atlético Madryt (wygrana 1-0).
Zawodnicy z Mediolanu źle weszli w sezon ligowy. W pierwszej kolejce przegrali na wyjeździe z US Sassuolo 0-1. Spotkanie z Torino FC przyniosło remis 2-2 i dopiero w 3 kolejce Inter wygrał z Bologną 3-0. Po pierwszym zwycięstwie Inter przegrał w następnej kolejce z Parmą 0-1. W Lidze Mistrzów Inter został wylosowany do grupy B wraz z FC Barceloną, Tottenhamem i PSV Eindhoven. Pierwszy mecz z zespołem z Londynu Czarno-niebiescy wygrali na San Siro 2-1. 21 października Inter wygrał w derbach Mediolanu 1-0 po golu Mauro Icardiego.
26 października oficjalnie nowym prezesem Interu został Steven Zhang.
Ostatecznie Nerazzurri odpadli z Ligi Mistrzów kończąc zmagania na 3. miejscu tym samym awansując do 1/16 finału Ligi Europy. Zespół Spalettiego zdobył 8 punktów w grupie, tyle samo co Tottenham Hotspur, lecz o awansie zespołu z Londynu zadecydował bilans bramkowy w meczach bezpośrednich, gdzie gracze Tottenhamu strzelili bramkę na wyjeździe. W lidze było nieco lepiej, od porażki w 4 kolejce przez następnych 7 spotkań w lidze Inter wygrywał każdy mecz tym samym awansując na 2. miejsce. Dobrą passę przerwała porażka z Atalantą aż 1-4. Od tego meczu Inter plasował się na 3. miejscu do 26 kolejki, kiedy to zespół z Mediolanu uległ Cagliari 1-2 i spadł na miejsce 4 za A.C. Milan. Czarno-niebiescy powrócili na 3 lokatę po zwycięstwie w derbach Mediolanu, gdzie Inter wygrał tym razem 3-2. W 1/16 Ligi Europy Nerazzurri mierzyli się z drużyną Rapidu Wiedeń (5-0 w dwumeczu). Inter odpadł w ćwierćfinale Pucharu Włoch ulegając zespołowi S.S. Lazio po rzutach karnych. Również na etapie ćwierćfinału zakończyła się przygoda z Ligą Europy, gdzie w dwumeczu lepsi okazali się zawodnicy Eintrachtu Frankfurt. Pod koniec sezonu ligowego Inter grał w kratkę. Od 30 do 36 kolejki wygrywając 3 mecze, remisując 4. W przedostatnim meczu Inter uległ zespołowi SSC Napoli aż 1-4 spadając na 4. miejsce w tabeli, mając tylko punkt przewagi nad piątym Milanem. W ostatniej kolejce Inter mierzył się u siebie z walczącym o utrzymanie Empoli. W pierwszej połowie żaden z zespołów nie zdołał zdobyć gola, co dawało na tamten moment spadek na 5. miejsce i utrzymanie się zespołu gości. Jednak po przerwie, w 51 minucie gola zdobył Keita Baldé Diao. Zespół Empoli zdołał wyrównać w 76 minucie, aczkolwiek po 4 minutach Radja Nainggolan strzelił bramkę dającą zwycięstwo i równocześnie awans do następnej edycji Ligi Mistrzów. 30 maja zwolniono ze stanowiska trenera Luciano Spallettiego. Dzień później ogłoszono, że nowym szkoleniowcem klubu z Mediolanu został Antonio Conte.

#### Era Antonio Conte (2019–2021)

##### Sezon 2019/2020
W czerwcu ogłoszono kupno wypożyczonego wcześniej Matteo Politano oraz Eddiego Salcedo. 1 lipca do klubu dołączył na zasadzie wolnego transferu Diego Godín. Zakontraktowano również Valentino Lazaro. Z klubem pożegnał się Šime Vrsaljko, Keita Baldé Diao, Cédric Soares, Cristian Ansaldi, Zinho Vanheusden, Ionuț Radu i Marco Sala. Na wypożyczenie udał się Andrea Pinamonti. 2 lipca Inter pozyskał włoskiego pomocnika Stefano Sensiego. Kolejnym transferem było sprowadzenie Nicolò Barelli w ramach wypożyczenia z obowiązkiem wykupu. 8 sierpnia Inter potwierdził zakup belgijskiego napastnika Romelu Lukaku. Na wypożyczenie do Bayernu Monachium udał się Ivan Perišić.
W przedsezonowych spotkaniach Inter mierzył się z Lugano (zwycięstwo 2-1), Manchesterem United (porażka 0-1), Juventusem (1-1,porażka w rzutach karnych 3-4), Paris Saint-Germain (1-1 wygrana po rzutach karnych 6-5), Tottenhamem (1-1 wygrana w rzutach karnych 4-3) oraz Valencią (1-1 zwycięstwo w rzutach karnych 7-6). W pierwszej kolejce Serie A Nerazzurri pokonali na San Siro zespół US Lecce 4-0 po golach Marcelo Brozovicia, Stefano Sensiego, Romelu Lukaku i Antonio Candrevy. 29 sierpnia Inter sprowadził z ACF Fiorentiny swojego wychowanka, Cristiano Biraghiego natomiast do zespołu z Florencji dołączył Dalbert. Tego samego dnia klub potwierdził roczne wypożyczenie Alexisa Sáncheza z Manchesteru United.

W Lidze Mistrzów Inter trafił do grupy F wraz z FC Barceloną, Borussią Dortmund oraz Slavią Praga. Nerazzurri świetnie rozpoczęli zmagania ligowe, po zwycięstwie z Lecce, drużyna z Mediolanu wygrała wyjazdowe spotkanie z Cagliari (1-2) i mecz z Udinese (1-0). Jednak w inaugurującym meczu Ligi Mistrzów Inter zremisował u siebie ze Slavią Praga 1-1. Złe rozpoczęcie zmagań pucharowych nie zatrzymało Interu w lidze gdzie w kolejnych 2 meczach Inter odniósł 2 zwycięstwa: 2-0 z A.C. Milanem oraz 1-0 z Lazio. 2 mecz w Lidze Mistrzów przyniósł porażkę z Barceloną 1-2. Po 6 wygranych z rzędu w Serie A Inter przegrał na San Siro z Juventusem (dla Interu bramkę zdobył Lautaro Martínez, dla Juventusu Paulo Dybala i Gonzalo Higuaín) przez co spadł z pierwszego miejsca z tabeli na rzecz Juventusu. 2 kolejne mecze ligowe Inter wygrał z Sassuolo (4-3) i zremisował z Parmą (2-2). 1 grudnia zespół Antonio Conte wrócił pozycję lidera w lidze po remisie Juventusu z Sassuolo 2-2 i wygranej Interu 2-1 z SPAL. Nerazzurri zakończyli swoją przygodę z Ligą Mistrzów zajmując 3. miejsce w swojej grupie z dorobkiem 7 punktów tym samym awansując do 1/16 Ligi Europy. Mimo że kolejne 2 mecze ligowe Inter zremisował (0-0 z AS Romą i 1-1 z Fiorentiną) to zespół z Mediolanu wciąż utrzymywał się na 1. miejscu w tabeli, zmieniło się to po remisie na San Siro z Atalantą, kiedy to Juventus ponownie wyprzedził Inter.

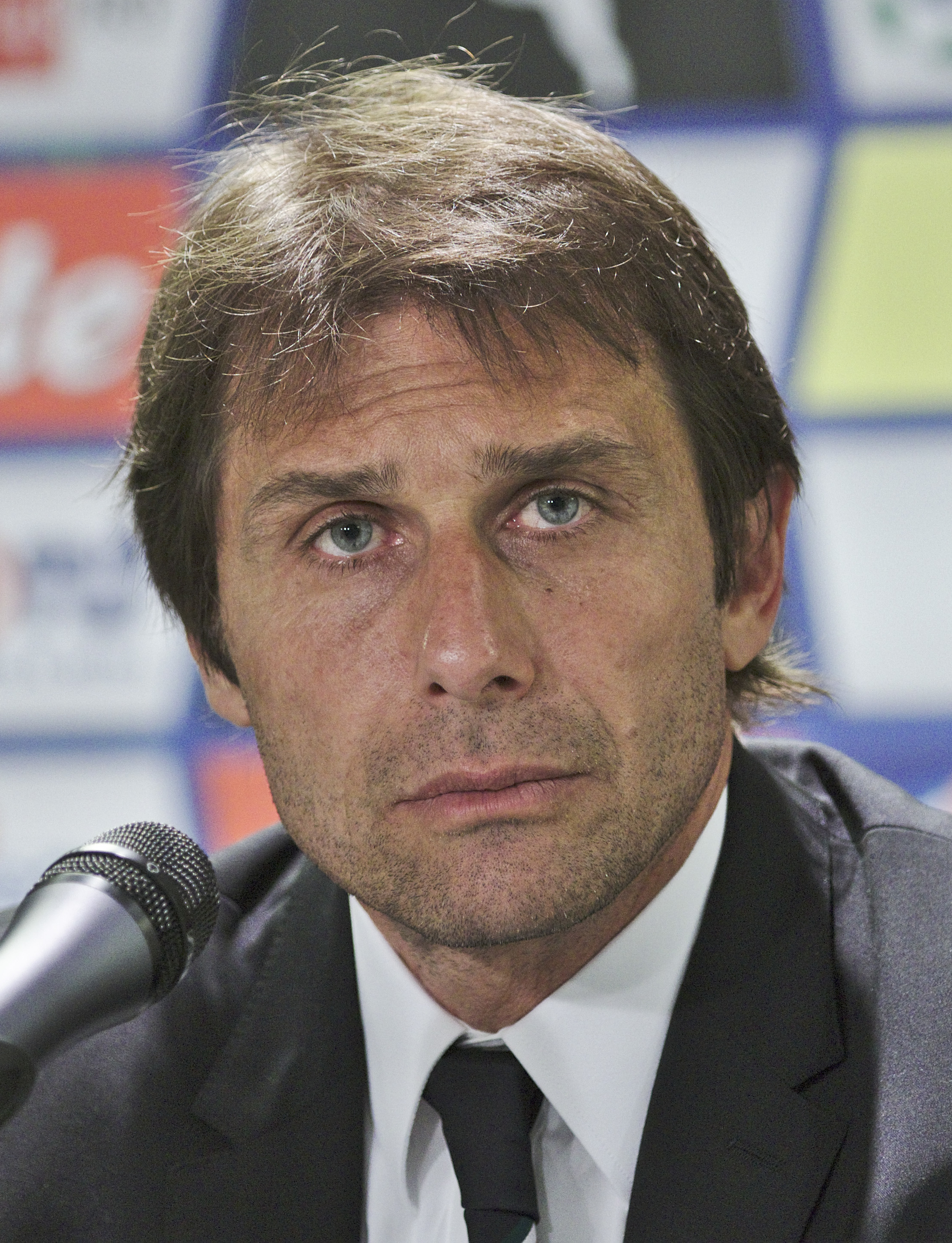
Antonio Conte – trener Interu w latach 2019–2021

W zimowym oknie transferowym do zespołu Antonio Conte zakupiono Ashleya Younga, który podpisał półroczny kontrakt. Do Newcastle United udał się Valentino Lazaro na wypożyczenie do końca sezonu. Inter natomiast pozyskał Victora Mosesa. 28 stycznia ogłoszono długo wyczekiwany transfer Christiana Eriksen. Inter zapłacił Tottenhamowi ok. 20 mln euro, a sam Duńczyk podpisał kontrakt ważny do 30 czerwca 2024 roku. Tego samego dnia klub opuścił Matteo Politano i Gabriel Barbosa.
Po meczu z Atalantą następne dwa spotkania w lidze Inter znów zremisował (1-1 z Lecce oraz 1-1 z Cagliari) tracąc już do Juve 3 punkty i wyprzedzając Lazio o jeden. Zespół Conte przełamał się w meczu z Udinese (wygrana 2-0). W Pucharze Włoch pokonywał kolejno Cagliari 4-1 w 1/8 finału i Fiorentinę 2-1 w ćwierćfinale. Pierwszy mecz półfinałowy podopieczni Conte przegrali 0-1 z Napoli. 9 lutego w derbach Mediolanu lepszy okazał się ponownie Inter wygrywając 4-2 (do przerwy 0-2 dla zespołu Rossonerich), równocześnie znowu obejmując fotel lidera Serie A z takim samym dorobkiem punktowym co Juventus. Jednak już w następnej kolejce Nerazzurri stracili prowadzenie po porażce 1-2 z Lazio co oznaczało spadek na trzecią pozycję w tabeli. W 1/16 Ligi Europy Inter pokonał Łudogorec 4-1 w dwumeczu. 2 ostatnie mecze przed przerwą spowodowaną pandemią koronawirusa Inter wygrał 2-1 z Sampdorią i przegrał 0-2 z Juventusem.
Pierwszym spotkaniem po przerwie był rewanż z Napoli, w którym padł remis 1-1 dzięki czemu to zespół z Neapolu awansował do finału. Potem w meczach ligowych Inter zremisował 3-3 ze Sassuolo, wygrał 2-1 z Parmą i 6-0 z Brescią. 2 lipca klub poinformował o pierwszym letnim transferze, klub z Mediolanu kupił Achrafa Hakimiego za ok. 45 milionów euro. Po zwycięstwie z Brescią Inter nie wygrał następnych dwóch meczów; przegrał 1-2 z Bologną i zremisował 2-2 z Veroną w efekcie drużyna Conte spadła na 4. miejsce w tabeli. Kolejne spotkania przyniosły dwie wygrane (z Torino 3-1 i SPAL 4-0), po których Nerazzurri ponownie byli wiceliderem jednakże już ze stratą sześciu punktów do Juventusu. Przewaga Bianconerich wzrosła do siedmiu po dwóch kolejno zremisowanych meczach Interu 2-2 z AS Romą i 0-0 z Fiorentiną co poskutkowało spadkiem na 3. miejsce. Ostatnie 3 mecze ligowe Inter wygrał, dzięki czemu ligowy sezon zakończył na 2. miejscu, tylko punkt za Juventusem, który swoje dwa ostatnie mecze przegrał.
W turnieju Ligi Europy Inter pokonywał kolejno Getafe CF (2-0), Bayer Leverkusen (2-1) i Szachtar Donieck (5-0). W finale rozgrywanym 21 sierpnia na stadionie w Kolonii, zawodnicy z Mediolanu ulegli hiszpańskiej Sevilli 2-3.

##### Sezon 2020/2021
Przed nowym sezonem klub oprócz Achrafa Hakimiego zakupił Alexisa Sáncheza, Aleksandara Kolarova oraz Arturo Vidala. Z wypożyczeń wrócili Ionuț Radu i Ivan Perišić. Wykupiono ostatecznie Nicolò Barellę i Stefano Sensiego. W ramach wypożyczenia dołączył do zespołu Matteo Darmian. Sprzedano Mauro Icardiego i Yanna Karamoha. Dalbert, Valentino Lazaro, João Mário, Radja Nainggolan, Antonio Candreva oraz Sebastiano Esposito udali się na wypożyczenie. Klub opuścili również Diego Godín, Kwadwo Asamoah i Borja Valero.
Klub z Mediolanu rozegrał dwa sparingi przed rozpoczęciem nowego sezonu; zwyciężył 5-0 z Lugano i 7-0 z Pisą. 26 września zespół prowadzony przez Antonio Conte zwyciężył w inaugurującym meczu Serie A 4-3 z Fiorentiną po golach Lautaro Martíneza, Federico Ceccheriniego (sam.), Romelu Lukaku i Danilo D’Ambrosio. W drugiej kolejce Nerazzurri również odnieśli wygraną pokonując na wyjeździe Benevento 2-5. W Lidze Mistrzów Inter trafił do grupy B wraz z Realem Madryt, Borussią Mönchengladbach i Szachtarem Donieck. Pierwsza strata punktów w lidze nastąpiła już w trzeciej kolejce, zawodnicy Interu zremisowali 1-1 z Lazio. Następnie w derbach rozgrywanych 17 października Inter uległ Milanowi 1-2; jedyną bramkę dla czarno-niebieskich zdobył Romelu Lukaku. Pierwsze spotkanie w Lidze Mistrzów podopieczni Antonio Conte zremisowali u siebie 2-2 w meczu z Mönchengladbach. Po ligowej porażce w derbach Inter wygrał na wyjeździe z Genoą 0-2 jednak w zmaganiach Champions League ponownie zawiedli bezbramkowo remisując z Szachtarem. W następnych dwóch meczach ligowych Inter zremisował z Parmą (2-2) i Atalantą (1-1) spadając na 7. miejsce w tabeli już z 5-punktową stratą do liderującego Milanu. Na europejskim podwórku nie było lepiej, gdyż 2 następne spotkania, które Inter grał z Realem Madryt dwukrotnie przegrał (3-2 na wyjeździe i 0-2 u siebie) przez co awans do 1/8 finału Ligi Mistrzów był niemalże nie do osiągnięcia. Kolejne spotkanie z niemiecką Borussią Nerazzurri wygrali 2-3 i pozostawali w grze o awans do Ligi Europy. Ostatni mecz grupowy Inter jedynie zremisował 0-0 z Szachtarem przez co zajął ostatnie miejsce w grupie. Kibice tracili wiarę w projekt Antonio Conte, niektórzy domagali się zwolnienia włoskiego szkoleniowca. Zarząd klubu pozostawił trenera na stanowisku wierząc w sukces na krajowym podwórku.
Od remisu z Atalantą Inter zanotował serię ośmiu ligowych wygranych z rzędu, wydawało się, że Conte na nowo poukładał zespół po złym początku sezonu; Lukaku strzelał regularnie, zespół tracił mało bramek, zawodnicy nie popełniali indywidualnych błędów. Serię przerwała porażka 1-2 z Sampdorią, kolejny ligowy mecz Nerazzurri zremisowali 2-2 z AS Romą. Starcia w Coppa Italia zawodnicy Interu rozpoczęli od pokonania Fiorentiny 1-2, jednak dopiero po dogrywce. Prawdziwy sprawdzian formy miał nadejść 17 stycznia w Derbach d’Italia. Juventus rozgrywał najbardziej przeciętny sezon od lat i grali o utrzymanie się w walce o Scudetto; przed meczem Inter tracił 3 a Juve 4 punkty do prowadzącego, w dobrej formie zespołu Rossonerich. Spotkanie zakończyło się zwycięstwem Interu w świetnym stylu, klub z Mediolanu wygrał 2-0 po golach Arturo Vidala i Nicolò Barelli. Po zwycięstwie z Juve Inter ponownie jednak stracił punkty remisując bezbramkowo z Udinese w meczu kończącym pierwszą połowę sezonu ligowego. Na półmetku Nerazzurri tracili jedynie 2 punkty do tracącego formę Milanu.
W ćwierćfinale Puchar Włoch Inter zrewanżował się lokalnemu rywalowi z Mediolanu i pokonał A.C. Milan 2-1 tym samym awansując do półfinału. Rundę rewanżową w lidze piłkarze Interu zaczęli od wygranej z zespołem Benevento 4-0. 2 lutego w pierwszym spotkaniu półfinałowym Pucharu Włoch rozgrywanym na San Siro Nerazzurri ulegli Juventusowi 1-2. W spotkaniu rewanżowym padł bezbramkowy remis i to podopieczni Andrei Pirlo awansowali do finału, tak więc od 9 lutego Interowi pozostała jedynie walka o mistrzostwo Włoch. A tę zaczął rozgrywać fantastycznie. Po pokonaniu Benevento Inter zwyciężył z Fiorentiną (2-0). Po 22 kolejce Nerazzurri objęli prowadzenie w tabeli po wpadce Milanu ze Spezią, którzy przegrali 2-0 i równoczesnym zwycięstwie w meczu z Lazio (3-1). W następnej kolejce Inter zmierzył się bezpośrednio o fotel lidera z zespołem Rossonerich. Derbowe spotkanie miało być wyrównanym pojedynkiem dwóch najrówniej grających ekip tego sezonu. Tymczasem Inter zmiażdżył lokalnego rywala aż 3-0 po dwóch bramkach Lautaro Martíneza i golu Romelu Lukaku, Nerazzurri umocnili swoją pozycję lidera zwiększając swoją przewagę do 4. punktów. Następnie Inter wygrał dwukrotnie ze słabszymi ekipami (3-0 z Genoą i 2-1 z Parmą). Pokonał także 1-0 Atalantę walczącą o awans do Ligi Mistrzów oraz Torino broniące się przed spadkiem (2-1). Już po 27 kolejkach podopieczni Antonio Conte mieli 7-punktową przewagę nad drugim Juventusem, który wyprzedził będący w dołku formy A.C. Milan.
Zawodnicy Nerazzurrich nie zwalniali tempa, wygrali kolejne 3 mecze z rzędu (2-1 z Sassuolo, 1-0 z Bologną, 1-0 z Cagliari) wciąż powiększając przewagę nad resztą stawki. Świetną serię zwycięstw przerwała ekipa Napoli, która zremisowała z Interem 1-1. Następny mecz Mediolańczycy ponownie zremisowali (tym razem ze Spezią), ale mimo straty punktów wciąż mieli bezpieczny zapas 10. punktów nad drugim Milanem oraz 11. punktów nad Juve i Atalantą. Inter zwyciężył potem w meczach z Hellasem 1-0 oraz 2-0 z Crotone, tym samym zapewniając sobie mistrzostwo Włoch na 4 kolejki przed końcem rozgrywek, przełamując 9-letnią dominację Juventusu i wygrywając pierwsze trofeum od 10 lat. Ostatnie sezonowe spotkania Inter kolejno: wygrał z Sampdorią 5-1, pokonał AS Romę 3-1, przegrał z Juventusem 2-3 i w ostatniej kolejce wygrał z Udinese aż 5-1 po bramkach Ashleya Younga, Christiana Eriksena, Lautaro Martíneza, Ivana Perišicia oraz Romelu Lukaku wieńcząc najlepszy sezon od lat.
26 maja klub poinformował o rozwiązaniu kontraktu z Antonio Conte, powodem opuszczenia klubu przez Włocha miał być konflikt trenera z zarządem o przyszłość klubu i politykę transferową na przyszły sezon.

#### Era Simone Inzaghiego

##### Sezon 2021/22

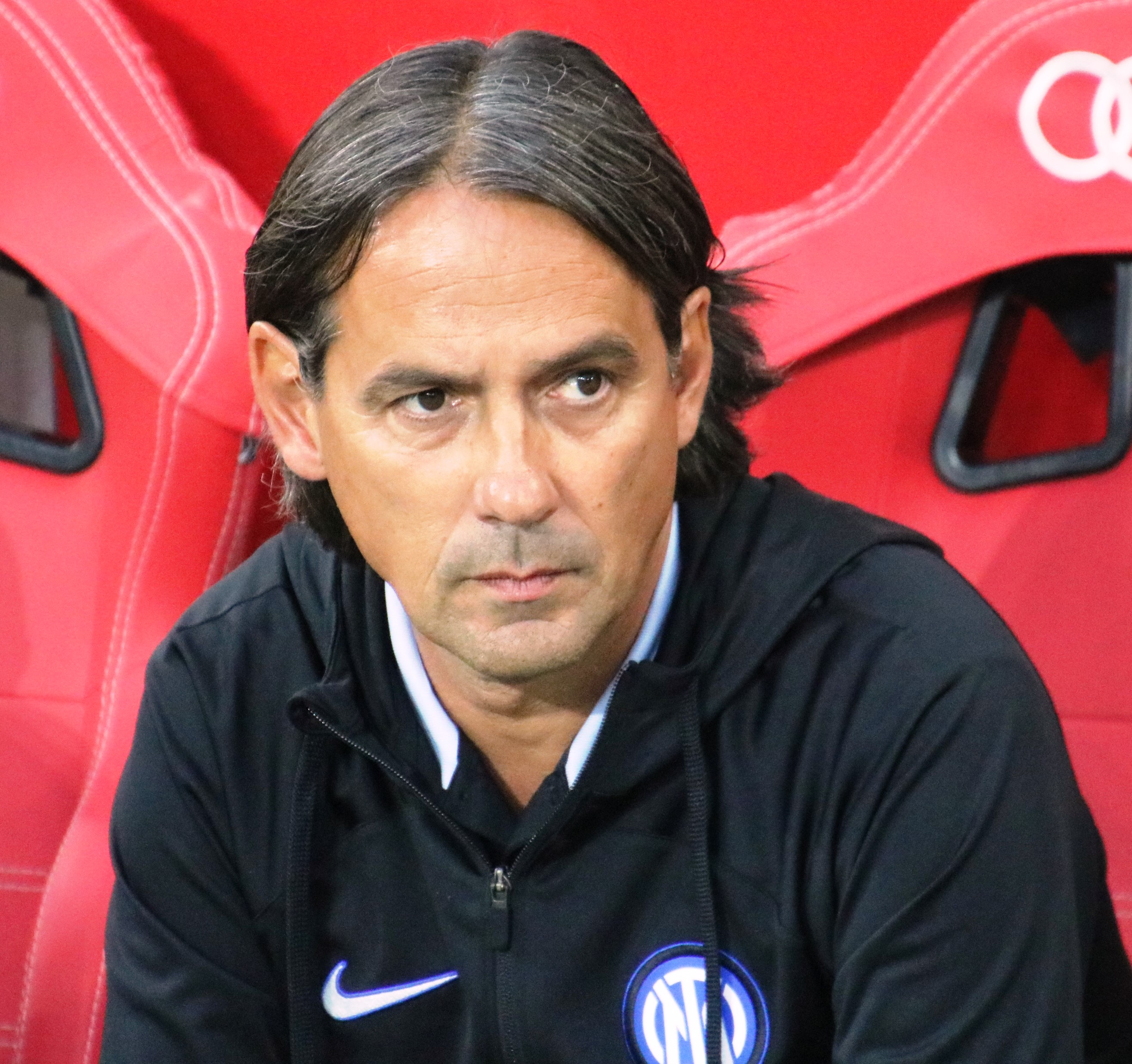
Simone Inzaghi – obecny trener Interu

3 czerwca klub z Mediolanu ogłosił, że następcą Antonio Conte zostanie dotychczasowy trener Lazio – Simone Inzaghi.
W letnim okienku transferowym zarząd Interu zadecydował o sprzedaży kilku kluczowych zawodników z kadry zeszłego sezonu; Romelu Lukaku został sprzedany do Chelsea, Achraf Hakimi odszedł do Paris Saint-Germain, natomiast Matteo Politano zasilił Napoli. Z klubem pożegnali się również João Mário, Antonio Candreva, Radja Nainggolan, Ashley Young, Christian Eriksen, Valentino Lazaro oraz Andrea Pinamonti. Klub zakupił natomiast Edina Džeko, Denzela Dumfriesa oraz Matteo Darmiana. Za darmo do Interu dołączył Hakan Çalhanoğlu, wypożyczono także Joaquína Corree. Z wypożyczenia powrócił Federico Dimarco.
Nerazzurri rozpoczęli sezon ligowy od zwycięstwa nad drużyną Genoi 4-0 po bramkach Milana Škriniara, Hakana Çalhanoğlu, Arturo Vidala oraz Edina Džeko. Kolejny mecz włoskiej ekstraklasy ponownie przyniósł zwycięstwo ekipy Simone Inzaghiego; pokonali Chievo 3-1. W 3ciej kolejce Inter po raz pierwszy stracił punkty, starcie z Sampdorią przyniósł remis 2-2. W Champions League Inter został rozlosowany do grupy D ponownie z Realem Madryt oraz Szachtarem Donieck, grupę uzupełnił mołdawski zespół Sheriffu Tyraspol. Pierwszy mecz rozgrywany na San Siro Inter przegrał z ekipą Los Blancos 0-1 po bramce Rodrygo. W lidze Nerazzurri ponownie odnieśli dwa zwycięstwa z rzędu by później zremisować, tym razem Mistorzom Włoch postawiła się Atalanta. Drugie starcie grupowe w Lidze Mistrzów powtórnie nie zakończyło się zwycięstwem drużyny Inzaghiego, Inter bezbramkowo zremisował z Szachtarem na wyjeździe. Przełamanie nastąpiło dopiero w trzeciej kolejce gdy Inter u siebie pokonał Sheriff 3-1. Ten sam wynik padł także w meczu wyjazdowym. Zespół z Mediolanu odniósł swoją pierwszą ligową porażkę w 8. kolejce z byłą drużyną Simone Inzaghiego – Lazio, Biancocelesti wygrali 3-1. W następnym meczu Inter zremisował z Juventusem 1-1 i po dziewięciu kolejkach zajmował 3. miejsce z 7-punktową stratą do A.C. Milanu oraz Napoli.
Zespół czarno-niebieskich przez następnych 10.kolejek wygrał 9-krotnie tylko raz gubiąc punkty w derbowym starciu z ekipą Rossonerrich, gdzie padł remis. Po 17 starciach ligowych Inter był na czele tabeli. W Lidze Mistrzów Nerazzurri zajęli 2. miejsce w grupie tym samym awansując do 1/8 finału, gdzie zostali rozlosowani z Liverpoolem.
W zimowym oknie transferowym drużynę zasilił Robin Gosens, natomiast na wypożyczenie udał się Stefano Sensi. 12 stycznia 2022 roku Inter sięgnął po Superpuchar Włoch dzięki wygranej z Juventusem 2-1; bramki dla Interu zdobyli Lautaro Martínez i Alexis Sánchez. Tydzień później po wygranej z Empoli Inter awansował do ćwierćfinału Pucharu Włoch, tam pokonali dwubramkowo ekipę AS Romy. W lutym drużyna z Mediolanu złapała kryzys formy, lider Serie A w 24. kolejce przegrał derby z Milanem 1-2, następnie zespół Inzaghiego zremisował z Napoli 1-1 wskutek czego fotel lidera przejęła drużyna prowadzona przez Stefano Piolego. W kolejnych meczach Inter uległ Sassuolo 0-2 oraz podzielił punkty z Genoą. Po 4. meczach bez ligowej wygranej Nerazzurri rozgromili Salernitanę 5-0, jednak później dwukrotnie stracili punkty remisując 1-1 z Torino i AC Fiorentiną. Na 8. kolejek przed końcem Inter zajmował 3. miejsce z 6-punktową stratą do liderującego derbowego rywala. Inter odpadł z rozgrywek Champions League na etapie 1/8 finału; Liverpool pokonał na San Siro gospodarzy 0-2, w Anglii zawodnicy Interu nie zdołali odrobić strat, jednak odnieśli jednobramkowe zwycięstwo. W pierwszym półfinałowym starciu Coppa Italia padł bezbramkowy remis w derbach Mediolanu. Rewanż jednak padł łupem ekipie czarno-niebieskich, którzy pokonali AC Milan 3-0 po dublecie Lautaro Martínez i bramce Robina Gosensa. Mimo pokonania Rossonerrich w pucharze Inter nie zdołał wyprzedzić derbowego rywala w lidze mimo passy 8. zwycięstw do końca sezonu. Drużyna Inzaghiego zajęła drugie miejsce z dorobkiem 84. oczek; o dwa mniej od Milanu.
11 maja 2022 roku na Stadio Olimpico rozegrano finałowy mecz Pucharu Włoch pomiędzy Interem a Juventusem. Mecz zakończył się wygraną ekipy z Mediolanu, którzy pokonali po dogrywce Bianconerrich 4-2 po bramkach Nicolò Barelli, Hakana Çalhanoğlu oraz dublecie Ivana Perišicia; bramki dla „Juve” zdobyli Alex Sandro i Dušan Vlahović.

##### Sezon 2022/23
Podczas letniego okienka transferowego klub finalnie wykupił Joaquína Corree z Lazio. Również z tego klubu wypożyczono Francesco Acerbiego. Do klubu powrócił Romelu Lukaku. Pozyskano Kristjana Asllaniego, Raoula Bellanovę, a także za darmo dołączył André Onana oraz Henrich Mychitarian. Drużynę opuścili Ivan Perišić, Alexis Sánchez, Arturo Vidal, Aleksandar Kolarov (koniec kariery), Matías Vecino oraz Andrea Ranocchia.
Zespół Interu sezon ligowy rozpoczął od zwycięstwa na wyjeździe z zespołem Lecce 1-2. Pierwszego gola w spotkaniu zdobył Romelu Lukaku, następnie wyrównali gospodarze. Zwycięstwo Nerazzurrim w 95. minucie dał Denzel Dumfries. W drugiej kolejce Inter u siebie pewnie pokonał ekipę Spezii 3-0. Następne spotkanie nie potoczyło się po myśli Simone Inzaghiego; w Rzymie lepszy od Interu okazał się zespół Lazio, który wygrał 3-1. Kolejny mecz okazał się zwycięski dla podopiecznych Inzaghiego, zwyciężyli w starciu z Cremonese 3-1. 3 września odbyły się pierwsze w sezonie Derby Mediolanu. Wyrównane spotkanie zakończyło się pomyślnie dla Rossonerich. Pokonali oni Inter 3-2 (bramki dla Nerazzurrich zdobyli Edin Džeko oraz Marcelo Brozović). Do grupowych meczów Ligi Mistrzów Inter został rozlosowany do grupy C wraz z Bayernem Monachium, FC Barceloną oraz Viktorią Pilzno. Pierwsze starcie przyniosło porażkę 0-2 z drużyną Bayernu. Kolejne spotkania ekipy z Mediolanu były już lepsze w ich wykonaniu, gdyż wygrali w Czechach 0-2 z Viktorią oraz zwyciężyli 1-0 u siebie z Blaugraną. Na krajowym podwórku Inter nie umiał odnaleźć optymalnej formy, po przegranej w derbach co prawda wygrali 1-0 z Torino FC, jednak później polegli w starciach z Udinese 3-1 i AS Romą 1-2 wskutek czego po 8. kolejkach Nerazzurri zajmowali ósmą lokatę z ośmioma punktami straty do liderującego Napoli. W Champions League ostatecznie zespół Inzaghiego zajął drugie miejsce, tuż za Bayernem Monachium mając 10 punktów.
Po złym rozpoczęciu sezonu ligowego Inter zaliczył cztery zwycięstwa z rzędu, dobrą passę zakończył mecz z Juventusem. Czarno-niebiescy przegrali 2-0. Następnie ekipa z Mediolanu ponownie miała dobry okres pięciu spotkań, gdzie na 18 możliwych do zdobycia punktów zgarnęli 16. Kolejna porażka nastąpiła w 19. kolejce z Empoli (0-1) i na półmetku rozgrywek ligowych Inter zajmował piątą lokatę. Podczas zimowego okienka transferowego nie dokonano żadnych ruchów.

Wyjściowe składy Interu Mediolan oraz Manchesteru City na finał Ligi Mistrzów 2022/2023

18 stycznia 2023 roku Inter zdobył trofeum Superpucharu Włoch pokonując A.C. Milan aż 3-0 po bramkach Federico Dimarco, Edina Džeko oraz Lautaro Martíneza. Zmagania w Pucharze Włoch Nerazzurri rozpoczęli od pokonania po dogrywce zespołu Parmy, następnie w ćwierćfinale wyeliminowali ekipę Atalanty. W rozgrywkach ligowych jednak Interowi nadal szło marnie, co prawda w 21. kolejce rozgrywek ponownie pokonał Milan, tym razem 1-0, ale w następnym meczu z Sampdorią padł bezbramkowy remis. Kolejne mecze przyniosły wygraną z Udinese 3-1, porażkę z zespołem Bologny (1-0) oraz zwycięstwo z Lecce 2-0. Jednak w późniejszych 5-ciu spotkaniach ligowych Inter zdobył zaledwie 1 punkt. Ekipa z Mediolanu nadal była piąta w tabeli, aczkolwiek szósty Juventus i siódma Atalanta tracili zaledwie dwa oczka do podopiecznych Inzaghiego. W międzyczasie zmagania na europejskich boiskach przynosiły zupełnie odwrotne wyniki, Inter dzięki swej solidnej grze wyeliminował najpierw w 1/8 finału Ligi Mistrzów zespół FC Porto (1-0 w dwumeczu), a później w ćwierćfinale Benfice (5-3 w dwumeczu). Interowi również dobrze szło w Coppa Italia; w półfinale Nerazzurri ograli „Starą Damę” (1-1 na wyjeździe oraz 1-0 u siebie), natomiast w finale Inter pokonał ACF Fiorentinę 2-1 po dublecie Lautaro Martíneza. Końcówka sezonu ligowego w wykonaniu Interu była dobra, na osiem spotkań drużyna z Mediolanu wygrała siedem, jedynie ulegli w starciu z Napoli, które zgarnęło trofeum mistrzowskie. Ekipa Inzaghiego zajęła ostatecznie 3. miejsce mając na koncie 72. punktów, o dwa mniej od wicemistrza – Lazio oraz o dwa więcej od 4-tego Milanu. W półfinale Champions League to właśnie zespół Rossonerich był rywalem Interu. W pierwszym spotkaniu na San Siro Inter wygrał 0-2 po bramkach Džeko i Mychitariana. W rewanżu lepsi ponownie okazali się zawodnicy Interu, którzy wygrali po bramce Lautaro Martíneza.
10 czerwca 2023 roku na stadionie w Stambule Inter po raz pierwszy od 13-stu lat zagrał w finale Ligi Mistrzów. Starcie z Manchesterem City przyniosło jednak porażkę 1-0 po bramce Rodriego.

##### Sezon 2023/24
W letnim oknie transferowym zarząd przeprowadził wiele transferów. Z klubu odeszli André Onana, Andrea Pinamonti, Marcelo Brozović, Robin Gosens, Edin Džeko, Roberto Gagliardini, Danilo D’Ambrosio, Joaquín Correa, Valentino Lazaro oraz Milan Škriniar. Zakupiono natomiast Benjamina Pavarda, Yanna Bissecka oraz Yanna Sommera. Ostatecznie wykupiono Kristjana Asllaniego i Francesco Acerbiego. Davide Frattesi dołączył do zespołu na zasadzie wypożyczenia, podobnie jak Marko Arnautović i Carlos Augusto. Za darmo dołączyli Alexis Sánchez, Marcus Thuram, Juan Cuadrado i Davy Klaassen.
Inter pewnie rozpoczął ligowe zmagania w nowym sezonie; w pierwszej kolejce u siebie Nerazzurri wygrali z Monzą 2-0. Następny mecz; z zespołem Cagliari; również zakończył się zwycięstwem 0-2 na wyjeździe. Kolejnym przeciwnikiem była ekipa ACF Fiorentiny; Inter pewnie ograł u siebie Violę aż 4-0. 16 września 2023 roku podczas pierwszych w sezonie Derbów Mediolanu Inter pewnie pokonał AC Milan 5-1 po bramkach Henricha Mychitariana (dublet), Hakana Çalhanoğlu, Marcusa Thurama oraz Davide Frattesiego. Honorowe trafienie dla Rossonerrich zdobył Rafael Leão. W nowej edycji Champions League Inter został rozlosowany do grupy D wraz z Realem Sociedad, Benficą Lizbona i RB Salzburg. Pierwsze spotkanie rozegrane na stadionie Estadio Anoeta w Hiszpanii zakończyło się remisem 1-1.
Pierwszą porażkę ligową zawodnicy Interu doświadczyli w 6. kolejce kiedy to drużyna Sassuolo pokonała faworyzowanych Nerazzurrich 2-1. Następnie Inter ograł Salernitanę 0-4 oraz zremisował 2-2 z Bologną. W kolejnych meczach to jednak zespół Interu przewyższał rywali; Nerazzurri ograli Torino 0-3, AS Romę 1-0, Atalantę 1-2 oraz Frosinone 2-0. Znakomitą passę przerwało spotkanie z Juventusem, w którym padł remis 1-1. Znakomity początek sezonu Nerazzurri zapewniał duet Lautaro Martíneza i Marcusa Thurama. Pierwszy z nich odznaczał się zabójczą skutecznością, dzięki czemu prowadził w klasyfikacji strzelców, francuz natomiast szybko wpasował się w zespół i taktykę Simone Inzaghiego co poskutkowało również świetnymi liczbami w postaci 9-ciu asyst i 4-oma strzelonymi golami w Serie A po 13. kolejkach. Inter ostatecznie zajął 2. miejsce w grupie D Champions League dzięki czemu awansował do 1/8 finału tych rozgrywek. Na półmetku ligowych rozgrywek Czarno-niebiescy prowadzili z dwu-punktową przewagą nad drugim Juventusem. 20 grudnia 2023 roku Inter odpadł z rozgrywek Pucharu Włoch na etapie 1/8 finału. Po dogrywce lepszym zespołem okazała się Bologna prowadzona przez byłego gracza Interu – Thiago Mottę.
Podczas zimowego okna transferowego Inter zakupił Tajona Buchanana, ówczesnego zawodnika Club Brugge. W rozgrywkach Superpucharu Włoch Inter najpierw pewnie pokonał Lazio 3-0, następnie w finale skromnie ograli zespół Napoli 1-0 po golu Lautaro Martíneza. Nerazzurri znakomicie rozpoczęli rewanżową część sezonu ligowego notując aż 10. spotkań z rzędu z wygraną; w tym ważny mecz z Juventusem, który nadal miał niewielką stratę do liderującego zespołu z Mediolanu. Stara Dama uległa na San Siro 1-0 po samobójczej bramce Federico Gattiego. Po tym spotkaniu Bianconerri popadli w dołek, dzięki czemu Inter pewnie zmierzał po swoje 20-ste mistrzostwo. W rozgrywkach Ligi Mistrzów nie było jednak tak dobrze. Inter odpadł już w fazie 1/8 finału po dwumeczu z Atlético Madryt.
Po 32. ligowych kolejkach Inter miał 14. punktów przewagi nad drugim AC Milanem.W następnym meczu drużyny te miały zmierzyć się bezpośrednio, co stwarzało możliwość zapewnienia sobie tytułu mistrzowskiego na 5. kolejek przed końcem rozgrywek. Inter po 50-ciu minutach prowadził już dwoma golami, w końcówce Rossonerri zdobyli bramkę kontaktową, jednak derby, okraszone trzema czerwonymi kartkami, zakończyły się zwycięstwem Interu co przypieczętowało 20-ste Mistrzostwo Włoch w historii klubu. Ostatnie mecze Interu nie były już tak intensywne, Nerazzurri wygrali dwa spotkania, przegrali jedno i w dwóch padł remis. Inter ostatecznie zdobył 94. punktów, drugi AC Milan miał ich o dziewiętnaście mniej, podium uzupełniła Stara Dama z 71. oczkami. Zawodnicy Interu zdominowali również statystyki indywidualne; królem strzelców Serie A został kapitan – Lautaro Martínez, który ustrzelił 24. bramek. Najlepszym asystentem został Marcus Thuram, a najwięcej czystych kont w sezonie zaliczył Yann Sommer.

### Amerykański sen nowych właścicieli
22 maja 2024 roku poinformowano, że amerykański fundusz Oaktree Capital Management przejął większościowy pakiet akcji Interu Mediolan od chińskiej spółki Suning Holdings Group.

#### Ostatni sezon Simone Inzaghiego
12 lipca 2024 roku klub poinformował o przedłużeniu kontraktu Simone Inzaghiego do 2026 roku.

##### Sezon 2024/25
Podczas letniego Mercato klub poczynił pewne korekty mistrzowskiego składu. Wykupiono ostatecznie Davide Frattesiego, Carlosa Augusto oraz Marko Arnautovicia. 6 lipca klub poinformował o zakontraktowaniu pierwszego polskiego gracza w historii klubu – Piotra Zielińskiego. Za darmo również dołączył Mehdi Taremi. Klub zadecydował również o wykupieniu bramkarza Genoi – Josep Martíneza. Z klubem pożegnali się Davy Klaassen, Stefano Sensi, Alexis Sánchez oraz Juan Cuadrado.
Sezon ligowy Mistrzowie Włoch rozpoczęli od remisu z zespołem Genoi 2-2. Kolejne dwa mecze były wygrane; Inter pokonał US Lecce 2-0 oraz Atalantę 4-0. Dobra passa nie trwała długo, gdyż w 4. kolejce Monza wywalczyła remis. W pierwszej kolejce nowego formatu Ligi Mistrzów UEFA Inter bezbramkowo zremisował z Manchesterem City na Etihad Stadium. 22 września w pierwszych Derbach Mediolanu w sezonie Inter uległ lokalnemu rywalowi 1-2. Bramkę dla zespołu Inzaghiego zdobył Federico Dimarco. Przez większość sezonu Inter na krajowym podwórku utrzymywał dobry, równy poziom. Zdarzały się jednak również potknięcia, jak choćby mecz 9. kolejki Serie A przeciwko Juventusowi, rozegrany na własnym stadionie. Inter prowadził 4-2 do 70. minuty, jednak rywale zdołali odrobić straty i spotkanie zakończyło się remisem. Na europejskim szczeblu Inter pewnie awansował do 1/8 finału Ligi Mistrzów. Ostatecznie w fazie ligowej zespół Inzaghiego zajął 4. miejsce z bilansem 6. wygranych, jednym remisem i jedną porażką.
Podczas zimowego okienka transferowego do zespołu dołączył drugi Polak, w ramach wypożyczenia przybył Nicola Zalewski. 
W ramach Superpucharu Włoch Inter w pierwszej kolejności wygrał 2-0 z Atalantą, jednak w finale przeciwko drużynie AC Milanu mimo prowadzenia 2-0 uległ 2-3 tracąc trzeciego gola w doliczonym czasie spotkania. Niedługo później zespół Rossonerich ponownie okazał się zbyt trudnym przeciwnikiem do zwyciężenia, 2 lutego w ligowych derbach padł remis 1-1. Następnie w zaległym meczu z Fiorentiną Inter poległ 3-0. W ramach rozgrywek Pucharu Włoch w 1/8 finału Niebiesko-czarni pokonali drużynę Udinese 2-0. Tym samym wynikiem Inter ograł w ćwierćfinale Lazio. 
W marcu zespół Inzaghiego nie przegrał ani jednego spotkania w lidze, dzięki czemu Inter awansował na fotel lidera mimo słabego bilansu przeciwko drużynom z czołówki ligi. Świetna passa Interu trwała także w Champions League — Feyenoord nie był w stanie zagrozić włoskiej drużynie, która pewnie wygrała dwumecz 4-1. Dwumecz w ćwierćfinale z Bayernem Monachium był bardziej wyrównany, lecz to ostatecznie drużyna z Mediolanu okazała się zwycięska. W połowie kwietnia sytuacja Nerazzurrich była znakomita - klub był liderem ligi oraz grał w półfinałach pucharów. 20 kwietnia Inter zaliczył pierwszą wpadkę w drodze po Scudetto, w wyjazdowym meczu uległ Bologni 1-0. W rewanżowym meczu półfinału Coppa Italia zespół Milanu ograł Inter aż 0-3 (1-4 w dwumeczu), przez co to Rossoneri awansowali do finału. Zła passa trwała jednak nadal, 27 kwietnia Inter poległ w starciu z AS Romą i tym samym stracił fotel lidera. Następnie nadszedł czas na starcie w półfinale Ligi Mistrzów z FC Barceloną. Dwumecz Nerazzurrich z Blaugraną przeszedł do historii jako jeden z najbardziej emocjonujących. W Hiszpanii padł remis 3-3 (gole dla Interu zdobyli Marcus Thuram oraz dwukrotnie Denzel Dumfries). Na San Siro do przerwy Inter wygrywał 2-0 po bramkach Lautaro Martíneza i Hakana Çalhanoğlu. Barcelona szybko wyrównała w drugiej części spotkania, a następnie wyszła na prowadzenie. W doliczonym czasie gry bramkę dającą dogrywkę zdobył Francesco Acerbi. Podczas dogrywki gola na wagę awansu do finału dla Interu zdobył Davide Frattesi. W przedostatniej kolejce włoskiej ligi Inter miał szansę na ponowne wyjście na prowadzenie z uwagi na utratę punktów liderującego Napoli, lecz w starciu z Lazio padł remis przez co dalej to drużyna z Neapolu była liderem z punktem przewagi. W ostatniej kolejce obie ekipy wygrały swoje mecze i to ekipa Azzurri po raz 4. w swojej historii zgarnęła Mistrzostwo. 
31 maja 2025 roku Inter zmierzył się z Paris Saint-Germain w finale Ligi Mistrzów na Allianz Arena w Monachium. Niestety dla fanów z Mediolanu, był to bolesny wieczór — ich drużyna została pokonana aż 0-5 w konsekwencji czego Inter pozostał bez żadnego trofeum w sezonie 2024/2025.
3 czerwca 2025 roku, klub poinformował, że Simone Inzaghi podjął decyzję o opuszczeniu Interu Mediolan. Podczas swojej czteroletniej kadencji Włoch zapisał się jako trzeci najbardziej utytułowany szkoleniowiec Nerazzurrich pod względem liczby zdobytych trofeów. 

#### Przybycie Cristiana Chivu
9 czerwca 2025 roku klub ogłosił, że Cristian Chivu zostanie nowym trenerem Interu Mediolan. Rumuński szkoleniowiec wcześniej prowadził zespół Parmy oraz Primaverę Interu Mediolan. W latach 2007-2014 był zawodnikiem Nerazzurrich na pozycji obrońcy.

##### Klubowe Mistrzostwa Świata 2025
Pod wodzą nowego szkoleniowca Inter Mediolan rozpoczął udział w Klubowych Mistrzostwach Świata 2025 od spotkania grupowego z meksykańskim CF Monterrey, rozegranego 18 czerwca. Mecz zakończył się remisem 1-1, a bramkę dla włoskiego zespołu zdobył Lautaro Martínez. W kolejnym meczu fazy grupowej Inter pokonał prowadzoną przez Macieja Skorżę japońską Urawę Red Diamonds 2-1, natomiast w ostatnim spotkaniu grupowym zwyciężył 2-0 z argentyńskim River Plate. Pomimo udanej fazy grupowej, drużyna z Mediolanu zakończyła swój udział w turnieju na etapie 1/8 finału, przegrywając 0-2 z brazylijskim Fluminense.

##### Sezon 2025/26
Dwa dni przed ogłoszeniem nowego szkoleniowca Interu klub zakontraktował Luisa Henrique z Olympique Marsylii. Wcześniej również poinformowano o zakupie chorwackiego pomocnika Petara Sučicia. 24 czerwca oficjalnie wykupiono Nicolę Zalewskiego z AS Romy. 5 lipca ogłoszono transfer francuskiego napastnika Ange-Yoana Bonny'ego z Parmy. Z klubem natomiast pożegnali się Marko Arnautović oraz Joaquín Correa.

## Sukcesy

### Trofea międzynarodowe
| \| \| Zdobyte trofea w rozgrywkach międzynarodowych (stan na: 10-06-2023) \| |                                                                     |      |                       |
| Rozgrywki                                                                    | Osiągnięcie                                                         | Razy | Sezon(y)              |
| Klubowe MŚ                                                                   | zdobywca                                                            | 1    | 2010                  |
| Klubowe MŚ                                                                   | finalista                                                           | 0    |                       |
| Puchar Interkontynentalny                                                    | zdobywca                                                            | 2    | 1964, 1965            |
| Puchar Interkontynentalny                                                    | finalista                                                           | 0    |                       |
| · Liga Mistrzów · (Puchar Europy)                                            | zdobywca                                                            | 3    | 1964, 1965, 2010      |
| · Liga Mistrzów · (Puchar Europy)                                            | finalista                                                           | 4    | 1967, 1972, 2023,2025 |
| · Liga Europy · (Puchar UEFA)                                                | zdobywca                                                            | 3    | 1991, 1994, 1998      |
| · Liga Europy · (Puchar UEFA)                                                | finalista                                                           | 2    | 1997, 2020            |
| · Superpuchar UEFA                                                           | zdobywca                                                            | 0    |                       |
| · Superpuchar UEFA                                                           | finalista                                                           | 1    | 2010                  |
| FIFA                                                                         | Zdobyte trofea w rozgrywkach międzynarodowych (stan na: 10-06-2023) |      |                       |

### Trofea krajowe
| \| \| Zdobyte trofea w rozgrywkach Włoch (stan na: 24-05-2025) \| |                                                          |      | |
| Rozgrywki                                                         | Osiągnięcie                                              | Razy | Sezon(y) |
| · Mistrzostwo                                                     | I miejsce                                                | 20   | 1910, 1920, 1930, 1938, 1940, 1953, 1954, 1963, 1965, 1966, 1971, 1980, 1989, 2006*, 2007, 2008, 2009, 2010, 2021, 2024 |
| · Mistrzostwo                                                     | II miejsce                                               | 17   | 1933, 1934, 1935, 1941, 1949, 1951, 1962, 1964, 1967, 1970, 1993, 1998, 2003, 2011, 2020, 2022, 2025                    |
| · Mistrzostwo                                                     | III miejsce                                              | 16   | 1915, 1939, 1950, 1952, 1956, 1959, 1961, 1983, 1985, 1987, 1990, 1991, 1997, 2002, 2005, 2023                          |
| · Puchar                                                          | zdobywca                                                 | 9    | 1939, 1978, 1982, 2005, 2006, 2010, 2011, 2022, 2023                                                                    |
| · Puchar                                                          | finalista                                                | 6    | 1959, 1965, 1977, 2000, 2007, 2008                                                                                      |
| · Superpuchar                                                     | zdobywca                                                 | 8    | 1989, 2005, 2006, 2008, 2010, 2021, 2022, 2023                                                                          |
| · Superpuchar                                                     | finalista                                                | 5    | 2000, 2007, 2009, 2011, 2024                                                                                            |
| Włochy                                                            | Zdobyte trofea w rozgrywkach Włoch (stan na: 24-05-2025) |      | |

* W 2006 Inter zdobył mistrzostwo dzięki ukaraniu w aferze Calciopoli Juventusu, który kosztem Nerazzurrich stracił tytuł mistrzowski.

### Inne trofea
- Puchar Federalny:
  - 3 miejsce: 1916
- Puchar Regionalny Lombardii:
  - finalista (1x): 1917
- Puchar Mauro:
  - finalista (1x): 1918
- Superpuchar Interkontynentalny:
  - finalista (1x): 1968
- Trofeum Pirelli:

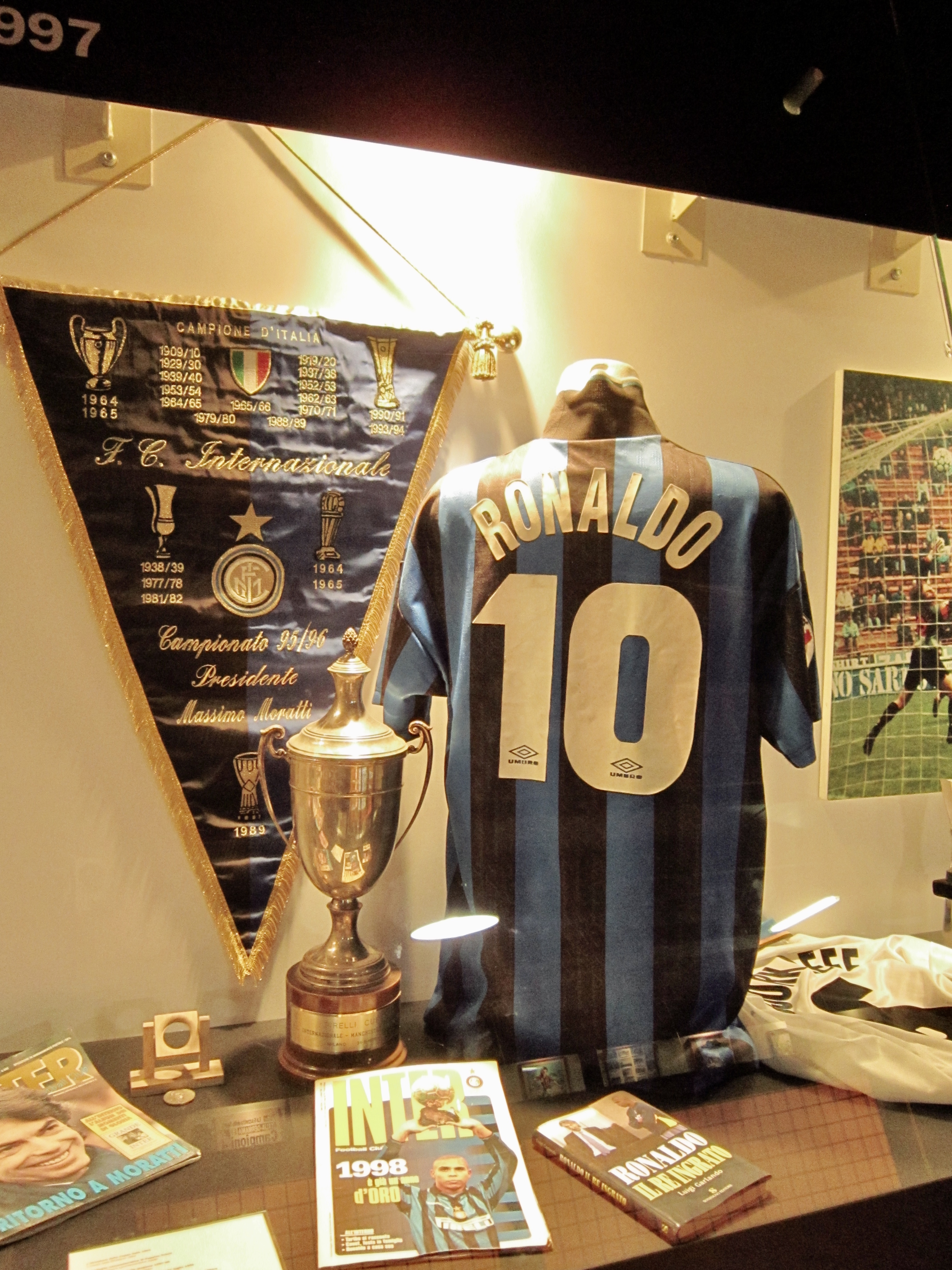
Koszulka Brazylijczyka Ronaldo, zdobywcy Złotej Piłki 1997 dla najlepszego piłkarza globu.

  - zdobywca (11x): 1996, 1997, 2000, 2001, 2002, 2003, 2006, 2007, 2008, 2009, 2010
  - finalista (10x): 1998, 1999, 2004, 2005
- Trofeo Berlusconi:
  - finalista (1x): 1992
- Trofeo TIM:
  - zdobywca (8x): 2002, 2003, 2004, 2005, 2007, 2010, 2011, 2012
  - finalista (4x): 2001, 2006, 2008, 2009
- Trofeo Birra Moretti:
  - zdobywca (3x): 2001, 2002, 2007
  - finalista (3x): 1997, 1999, 2000

### Królowie strzelców Serie A w barwach Interu
| Zawodnik           | Sezon   | Gole |
| ------------------ | ------- | ---- |
| Anton Powolny      | 1926/27 | 22   |
| Giuseppe Meazza    | 1929/30 | 31   |
| Giuseppe Meazza    | 1935/36 | 25   |
| Giuseppe Meazza    | 1937/38 | 20   |
| István Nyers       | 1948/49 | 26   |
| Antonio Angelillo  | 1958/59 | 33   |
| Sandro Mazzola     | 1964/65 | 17   |
| Roberto Boninsegna | 1970/71 | 24   |
| Roberto Boninsegna | 1971/72 | 22   |
| Aldo Serena        | 1988/89 | 22   |
| Christian Vieri    | 2002/03 | 24   |
| Zlatan Ibrahimović | 2008/09 | 25   |
| Mauro Icardi       | 2014/15 | 22   |
| Mauro Icardi       | 2017/18 | 29   |
| Lautaro Martínez   | 2023/24 | 24   |

### Bramkarze Interu z największą ilością czystych kont w Serie A
| Zawodnik         | Sezon   | Czyste konta/Mecze | Średnia |
| ---------------- | ------- | ------------------ | ------- |
| Carlo Ceresoli   | 1933/34 | 17/34              | 50%     |
| Angelo Caimo     | 1942/43 | 10/30              | 33,3%   |
| Giorgio Ghezzi   | 1952/53 | 16/34              | 47,1%   |
| Walter Zenga     | 1983/84 | 15/30              | 50%     |
| Walter Zenga     | 1986/87 | 17/29              | 58,6%   |
| Walter Zenga     | 1988/89 | 19/33              | 57,6%   |
| Walter Zenga     | 1989/90 | 16/31              | 51,6%   |
| Júlio César      | 2005/06 | 16/29              | 55,2%   |
| Júlio César      | 2007/08 | 17/35              | 48,6%   |
| Júlio César      | 2008/09 | 17/36              | 47,2%   |
| Júlio César      | 2009/10 | 17/38              | 44,7%   |
| Samir Handanovič | 2018/19 | 17/38              | 44,7%   |
| Samir Handanovič | 2019/20 | 13/35              | 37,1%   |
| Samir Handanovič | 2020/21 | 15/37              | 40,5%   |
| Yann Sommer      | 2023/24 | 19/34              | 55,9%   |

### Laureaci Złotej Piłki
| - Lothar Matthäus (1): 1990 - Ronaldo (1): 1997 |

## Obecny skład
Stan na 2 lutego 2025
| Nr | Poz. | Piłkarz                    |
| -- | ---- | -------------------------- |
| 1  | BR   | Yann Sommer                |
| 2  | PO   | Denzel Dumfries            |
| 6  | OB   | Stefan de Vrij             |
| 7  |      |                            |
| 8  | NA   | Marko Arnautović           |
| 9  | NA   | Marcus Thuram              |
| 10 | NA   | Lautaro Martínez (kapitan) |
| 11 | NA   | Joaquín Correa             |
| 12 | BR   | Raffaele Di Gennaro        |
| 13 | BR   | Josep Martínez             |
| 15 | OB   | Francesco Acerbi           |
| 16 | PO   | Davide Frattesi            |

| Nr | Poz. | Piłkarz             |
| -- | ---- | ------------------- |
| 20 | PO   | Hakan Çalhanoğlu    |
| 21 | PO   | Kristjan Asllani    |
| 22 | PO   | Henrich Mychitarian |
| 23 | PO   | Nicolò Barella      |
| 28 | OB   | Benjamin Pavard     |
| 30 | OB   | Carlos Augusto      |
| 31 | OB   | Yann Aurel Bisseck  |
| 32 | OB   | Federico Dimarco    |
| 36 | OB   | Matteo Darmian      |
| 59 | PO   | Nicola Zalewski     |
| 95 | OB   | Alessandro Bastoni  |
| 99 | NA   | Mehdi Taremi        |

### Zastrzeżone numery
| Nr | Poz. | Piłkarz            |
| -- | ---- | ------------------ |
| 3  | OB   | Giacinto Facchetti |
| 4  | OB   | Javier Zanetti     |

### Wypożyczeni
| Nr | Poz. | Piłkarz                                                        |
| -- | ---- | -------------------------------------------------------------- |
|    | BR   | Filip Stanković (w Venezia FC do 30 czerwca 2025)              |
|    | OB   | Franco Carboni (w Venezia FC do 30 czerwca 2025)               |
|    | OB   | Tomás Palacios (w AC Monza do 30 czerwca 2025)                 |
|    | OB   | Zinho Vanheusden (w KV Mechelen do 30 czerwca 2025)            |
|    | OB   | Alessandro Fontanarosa (w AC Reggiana 1919 do 30 czerwca 2025) |
|    | OB   | Giacomo Stabile (w Alcione Milano do 30 czerwca 2025)          |
|    | OB   | Francesco Stante (w US Pergolettese 1932 do 30 czerwca 2025)   |
|    | PO   | Valentín Carboni (w Olympique Marsylia do 30 czerwca 2025)     |
|    | PO   | Tajon Buchanan (w Villarreal CF do 30 czerwca 2025)            |
|    | PO   | Luca Di Maggio (w AC Perugia Calcio do 30 czerwca 2025)        |

| Nr | Poz. | Piłkarz                                                     |
| -- | ---- | ----------------------------------------------------------- |
|    | PO   | Ebenezer Akinsanmiro (w UC Sampdoria do 30 czerwca 2025)    |
|    | PO   | Aleksandar Stanković (w FC Luzern do 30 czerwca 2025)       |
|    | NA   | Issiaka Kamate (w Modena FC do 30 czerwca 2025)             |
|    | NA   | Francesco Pio Esposito (w Spezia Calcio do 30 czerwca 2025) |
|    | NA   | Sebastiano Esposito (w Empoli FC do 30 czerwca 2025)        |
|    | NA   | Eddie Salcedo (w OFI 1925 do 30 czerwca 2025)               |
|    | NA   | Enoch Owusu (w Novara Calcio do 30 czerwca 2025)            |
|    | NA   | Jan Żuberek (w Calcio Lecco 1912 do 30 czerwca 2025)        |
|    | NA   | Amadou Sarr (w Calcio Foggia 1920 do 30 czerwca 2025)       |
|    | NA   | Martín Satriano (w RC Lens do 30 czerwca 2025)              |

## Sztab szkoleniowy
Stan na 26 czerwca 2025
- Trener: Cristian Chivu
- Asystent trenera: Aleksandar Kolarov
- Asystenci techniczny: Mario Cecchi, Riccardo Rocchini, Angelo Palombo

- Trenerzy bramkarzy: Gianluca Spinelli, Paolo Orlandoni
- Trenerzy przygotowania fizycznego: Maurizio Fanchini, Stefano Rapetti

- Szef sztabu medycznego: Piero Volpi
- Trener ds. rehabilitacji: Andrea Belli

## Stadion

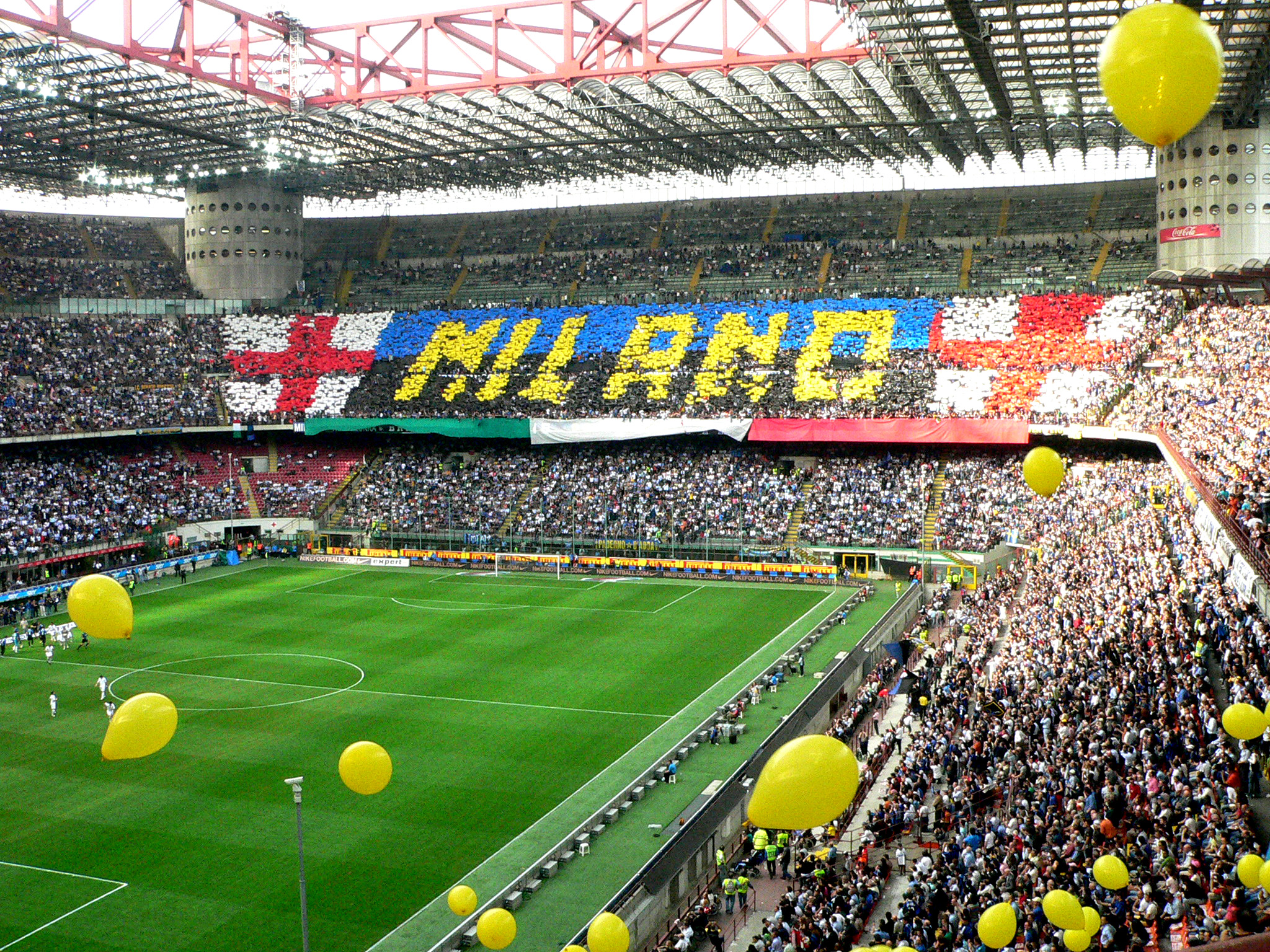
Oprawa kibiców Interu.

Stadionem, na którym zespół Interu Mediolan rozgrywa swoje mecze jest Stadion Giuseppego Meazzy o pojemności 85 700 miejsc. Jest to stadion miejski, więc na tym samym obiekcie rozgrywa swoje spotkania drugi mediolański klub – AC Milan.
Tradycyjny sektor kibiców Milanu to Curva Sud (Zakole Południowe), a kibiców Interu – Curva Nord (Zakole Północne).
Budowa stadionu została rozpoczęta w grudniu 1925 roku. Inauguracja nastąpiła 19 września 1926, kiedy to Inter wysoko pokonał Milan 6:3. Pierwotnie stadion nosił nazwę „San Siro” – od nazwy dzielnicy w której został wybudowany. W 1981 roku obiekt został nazwany imieniem słynnego gracza Interu – Giuseppe Meazzy. Mimo to kibice używają częściej łatwiejszej i pierwotnej nazwy stadionu.
W klasyfikacji UEFA San Siro jest jednym z 26 stadionów ocenionych na 5 gwiazdek (najwyższa klasa).
- Pojemność: 85 700 miejsc
- Długość boiska: 105 m
- Szerokość boiska: 68 m
- Adres stadionu: Via Piccolomini, 5 20151 Milan

## Kibice
Fani Interu należą do najbardziej znanych i najlepiej zorganizowanych w Europie. Pierwsze grupy, nazywane ultras – kibice tworzący na każdym meczu tak zwaną oprawę (flagi, race, konfetti, kartony, transparenty itp.) powstały w latach 60 XX w. Najbardziej znani są Boys San, którzy zostali założeni w 1969 roku – to jedna z najstarszych tego typu organizacji we Włoszech. Boys San uważani są za najważniejszą grupę na Curva Nord, czyli Północnym Zakolu stadionu San Siro. Na lewo od nich swoje miejsce mają fani grupy Viking, która powstała w 1984 roku i zasłynęła na jednym z meczów przygotowaniem największej flagi w historii klubu. Wysoko, po prawej stronie od Boys San stoją najbardziej skrajni Irriducibili – bezpośredni spadkobiercy rozwiązanych w połowie lat 80 XX w. grup skinów. Inną ważną grupą jest Brianza Alcoolica, której motto jest parafrazą refrenu hymnu Liverpoolu – „You’ll never drink alone”.

## Barwy i symbole

### Barwy
Od początku istnienia klubu Inter przywdziewał koszulki w czarno-niebieskie pasy. Mówi się, że czarny miał symbolizować noc, natomiast niebieski niebo. Stąd też narodził się przydomek Nerazzurri.

### Herb
Oryginalny herb Interu Mediolan zawierał połączone ze sobą litery „FCIM”. Symbol, który pojawił się na czarnym tle, został otoczony trzema białymi pierścieniami. Autorem emblematu był malarz Giorgio Muggiani, który był też jednym z założycieli klubu. Na przestrzeni lat herb zmieniał się nieco, lecz jego obecna wersja bardzo przypomina oryginał z 1908 roku. Od kwietnia 2021 Inter używa nowego herbu zaprojektowanego przez studio graficzne Bureau Borsche

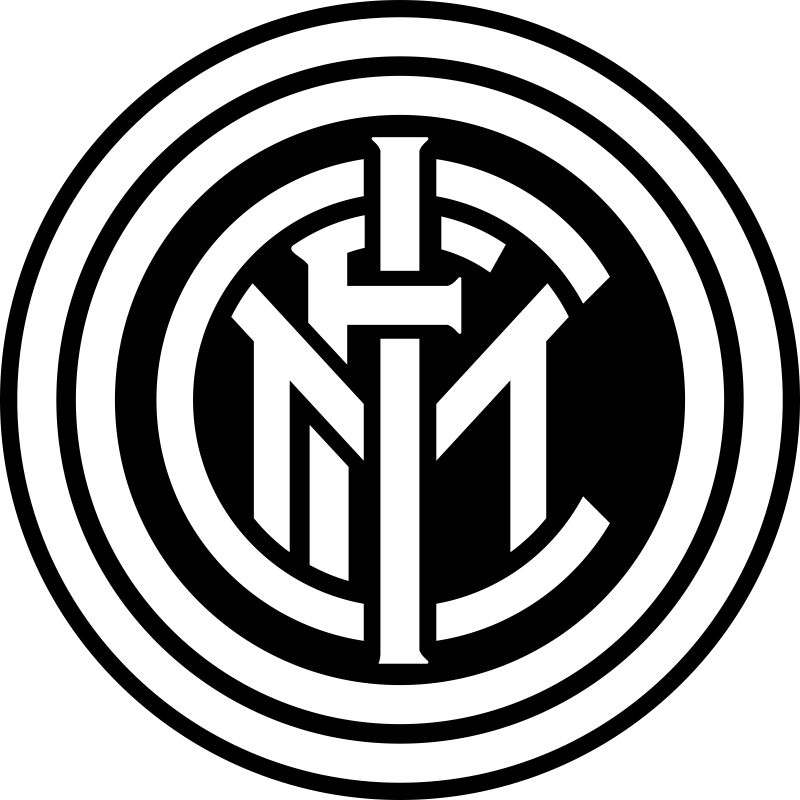
Oryginalny herb
Herb Interu w latach 1963–1979
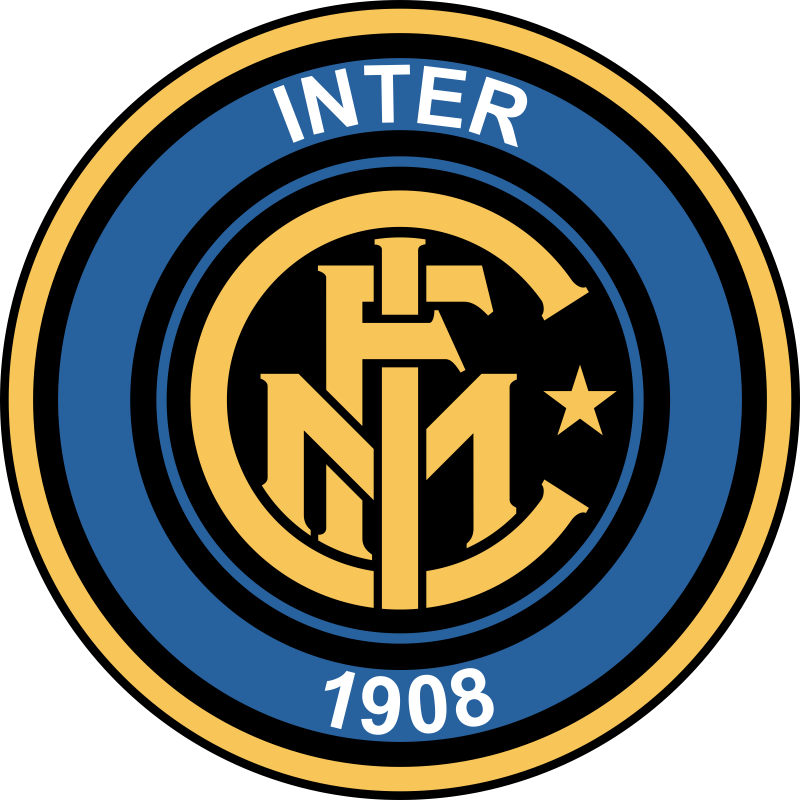
Herb z 1998 roku
Herb Interu w latach 2014–2021
Herb Interu obecnie

### Symbole
Zwierzęta często były wykorzystywane jako symbole we włoskich klubach. Symbolem Interu jest zaskroniec zwany Il Biscone oraz wąż (Serpente). Wąż jest również ważnym symbolem miasta Mediolan.

### Hymn
Klub posiada niejako dwa utwory, które można uznać za hymny. Jednym z nich jest C’e Solo Inter autorstwa Graziano Romaniego. Utwór ten przez pewien czas był uważany za oficjalny hymn, obecnie jest puszczany przed meczami Nerazzurrich. Drugą piosenką jest Pazza Inter stworzona przez Paolo Barillariego i Dino Stewarta (tekst) oraz Goffredo Orlandiego (muzyka), utwór jest wykonany w luźniejszym stylu i odwołuje się do szaleństwa na punkcie klubu. Utwór był odtwarzany przed spotkaniami na San Siro do 2019 roku.

## Sponsorzy
| Lata      | Sponsor odzieżowy | Sponsor na koszulce                                |
| --------- | ----------------- | -------------------------------------------------- |
| 1979–1981 | Puma              |                                                    |
| 1981–1982 | Puma              | Inno-Hit                                           |
| 1982–1986 | Mecsport          | Misura                                             |
| 1986-1988 | Le Coq Sportif    | Misura                                             |
| 1988–1991 | Uhlsport          | Misura                                             |
| 1991–1992 | Umbro             | FitGar                                             |
| 1992–1995 | Umbro             | Cesare Fiorucci                                    |
| 1995–1998 | Umbro             | Pirelli                                            |
| 1998-2021 | Nike              | Pirelli                                            |
| 2021–2022 | Nike              | Socios.com                                         |
| 2022–2023 | Nike              | DigitalBits (przód koszulki) Lenovo (tył koszulki) |
| 2023-     | Nike              | Paramount                                          |

## Statystyki
- Kapitan zespołu  Lautaro Martínez
- Najstarszy zawodnik  Francesco Acerbi (37 lat)
- Najmłodszy zawodnik (2022/23)  Valentín Carboni (18 lat)
- Najwięcej spotkań  Javier Zanetti (858)
- Najwięcej goli (ogółem)  Giuseppe Meazza (287)
- Najdłużej występował  Giuseppe Bergomi (przez 19 lat)
- Najwięcej bramek w Pucharze Włoch  Alessandro Altobelli (46)
- Najwięcej bramek w Europejskich Pucharach  Alessandro Altobelli (35)
- Lokalnym rywalem Interu Mediolan jest A.C. Milan. Obydwa te kluby dzielą ze sobą stadion San Siro. Mecze derbowe pomiędzy Interem a Milanem liczą już 237 spotkań. Biorąc ogólne zestawienie spotkań, bilans jest korzystniejszy dla Interu: 89 razy wygrywał Inter, natomiast A.C. Milan odnotował 79 zwycięstwa. 69 razy mecze zakończyły się remisem. W tych meczach Inter zdobył 329 bramek, a Milan strzelił 310 goli[72].
- Mecze pomiędzy Interem a Juventusem są określane mianem derbów D’Italia. Spotkania pomiędzy tymi dwoma zespołami były rozgrywane 263 razy. Inter odnotował 82 zwycięstwa, natomiast Juventus F.C. – 116. 65 spotkań zakończyło się remisem. W tych wszystkich spotkaniach Inter strzelił 338 bramek, a Juventus 371 goli.
- Tytuł mistrza Włoch w 2006 roku Inter zdobył dzięki ukaraniu w aferze korupcyjnej Juventusu, który kosztem Nerazzurrich stracił tytuł mistrzowski. Przyznanie tytułu Interowi wzbudziło pewne kontrowersje, jednak przez wielu obserwatorów zostało uznane za słuszne. Władze Interu określiły przyznanie tytułu dla Czarno-niebieskich mianem Scudetto sprawiedliwych.
- Zastrzeżonym numerem w zespole Interu Mediolan jest numer 3, w którym w latach 1960–1978 występował Giacinto Facchetti oraz numer 4, z którym grał Javier Zanetti w latach 1995–2014
- Jedyny klub grający nieprzerwanie w Serie A – pomimo zajęcia w sezonie 1921/1922 ostatniego miejsca w tabeli Inter uniknął spadku do niższej ligi dzięki zmianie regulaminu rozgrywek (tzw. Compromesso Colombo).

## Rekordziści
Stan na 8 września 2023

### Najwięcej występów w barwach Interu
| Lp. | Zawodnik             | Lata gry  | Serie A | Puchar | Europa | Inne | Razem |
| --- | -------------------- | --------- | ------- | ------ | ------ | ---- | ----- |
| 1.  | Javier Zanetti       | 1995-2015 | 620     | 80     | 208    | 10   | 858   |
| 2.  | Giuseppe Bergomi     | 1979–1999 | 519     | 119    | 117    | 1    | 756   |
| 3.  | Giacinto Facchetti   | 1960-1978 | 476     | 85     | 68     | 5    | 634   |
| 4.  | Sandro Mazzola       | 1960-1977 | 418     | 80     | 63     | 4    | 565   |
| 5.  | Giuseppe Baresi      | 1977-1992 | 392     | 92     | 74     | 1    | 559   |
| 6.  | Mario Corso          | 1958-1973 | 414     | 41     | 48     | 5    | 503   |
| 7.  | Walter Zenga         | 1982-1994 | 328     | 73     | 71     | 1    | 473   |
| 8.  | Tarcisio Burgnich    | 1962-1974 | 359     | 47     | 57     | 4    | 467   |
| 9.  | Alessandro Altobelli | 1977-1988 | 317     | 80     | 69     | 0    | 466   |
| 10. | Samir Handanovič     | 2012-2023 | 380     | 22     | 52     | 1    | 455   |

### Najwięcej bramek w barwach Interu
| Lp. | Zawodnik             | Lata gry                      | Serie A | Puchar | Europa | Inne | Razem |
| --- | -------------------- | ----------------------------- | ------- | ------ | ------ | ---- | ----- |
| 1.  | Giuseppe Meazza      | 1927-1940 1946-1947           | 243     | 12     | 0      | 29   | 284   |
| 2.  | Alessandro Altobelli | 1977–1988                     | 128     | 46     | 35     | 0    | 209   |
| 3.  | Roberto Boninsegna   | 1969–1976                     | 113     | 36     | 22     | 0    | 171   |
| 4.  | Sandro Mazzola       | 1960–1977                     | 116     | 24     | 17     | 3    | 161   |
| 5.  | Luigi Cevenini       | 1912–1915 1919–1921 1922–1927 | 158     | 0      | 0      | 0    | 158   |
| 6.  | Lautaro Martínez     | 2018-                         | 115     | 8      | 24     | 6    | 153   |
| 7.  | Benito Lorenzi       | 1947–1958                     | 138     | 2      | 3      | 0    | 143   |
| 8.  | István Nyers         | 1948–1954                     | 133     | 0      | 0      | 0    | 133   |
| 9.  | Mauro Icardi         | 2013–2019                     | 111     | 3      | 10     | 0    | 124   |
| 10. | Christian Vieri      | 1999–2005                     | 103     | 8      | 12     | 0    | 123   |

## Władze klubu
Zarząd klubu:
- Prezydent:  Giuseppe Marotta
- Vice-prezydent:  Javier Zanetti
- Członkowie zarządu: Giuseppe Marotta, Alessandro Antonello, Alejandro Cano, Katherine Ralph, Renato Meduri, Carlo Ligori, Delphine Nannan, Fausto Zanetton, Amedeo Carassai, Carlo Marchetti
- Dyrektor generalny:  Alessandro Antonello
- CEO:  Giuseppe Marotta
- Dyrektor sportowy:  Piero Ausilio
- Szef piłkarskiej administracji:  Giovanni Gardini
- Dyrektor ds. marketingu:  Luca Donovaro
- Dyrektor ds. przychodów: Luca Danovaro
- Dyrektor ds. komunikacji: Matteo Pedinotti
- Dyrektor finansowy: Andrea Accinelli

## Prezesi klubu
| Lp. | Imię i nazwisko              | Okres urzędowania | Okres urzędowania |
| --- | ---------------------------- | ----------------- | ----------------- |
| 1.  | Giovanni Paramithiotti       | 1908              | 1909              |
| 2.  | Ettore Strauss               | 1909              | 1910              |
| 3.  | Carlo De Medici              | 1910              | 1912              |
| 4.  | Emilio Hirzel                | 1912              | 1914              |
| 5.  | Luigi Ansbacher              | 1914              | 1914              |
| 6.  | Giuseppe Visconti Di Modrone | 1914              | 1919              |
| 7.  | Giorgio Hulss                | 1919              | 1920              |
| 8.  | Francesco Mauro              | 1920              | 1923              |
| 9.  | Enrico Olivetti              | 1923              | 1926              |
| 10. | Senatore Borletti            | 1926              | 1929              |
| 11. | Ernesto Torrusio             | 1929              | 1930              |
| 12. | Oreste Simonotti             | 1930              | 1932              |

| Lp. | Imię i nazwisko    | Okres urzędowania | Okres urzędowania |
| --- | ------------------ | ----------------- | ----------------- |
| 13. | Ferdinando Pozzani | 1932              | 1942              |
| 14. | Carlo Masseroni    | 1942              | 1955              |
| 15. | Angelo Moratti     | 1955              | 1968              |
| 16. | Ivanoe Fraizzoli   | 1968              | 1984              |
| 17. | Ernesto Pellegrini | 1984              | 1995              |
| 18. | Massimo Moratti    | 1995              | 2004              |
| 19. | Giacinto Facchetti | 2004              | 2006              |
| 20. | Massimo Moratti    | 2006              | 2013              |
| 21. | Erick Thohir       | 2013              | 2018              |
| 22. | Steven Zhang       | 2018              | 2024              |
| 23. | Giuseppe Marotta   | 2024              | urzęduje          |

## Trenerzy klubu

### Lista chronologicznie
| Lp. | Imię i nazwisko     | Okres urzędowania | Okres urzędowania |
| --- | ------------------- | ----------------- | ----------------- |
| 1.  | Virgilio Fossati    | 1909              | 1915              |
| 2.  | Francesco Mauro     | 1919              | 1920              |
| 3.  | Nino Resegotti      | 1920              | 1920              |
| 4.  | Bob Spotishwood     | 1922              | 1924              |
| 5.  | Paolo Schiedler     | 1924              | 1926              |
| 6.  | Árpád Weisz         | 1926              | 1928              |
| 7.  | József Viola        | 1928              | 1929              |
| 8.  | Árpád Weisz         | 1929              | 1931              |
| 9.  | István Tóth         | 1931              | 1932              |
| 10. | Árpád Weisz         | 1932              | 1934              |
| 11. | Gyula Feldmann      | 1934              | 1936              |
| 12. | Albino Carraro      | 1936              | 1936              |
| 13. | Armando Castellazzi | 1936              | 1938              |
| 14. | Tony Cargnelli      | 1938              | 1940              |
| 15. | Giuseppe Peruchetti | 1940              | 1941              |
| 16. | Italo Zamberletti   | 1941              | 1941              |
| 17. | Ivo Fiorentini      | 1941              | 1942              |
| 18. | Giovanni Ferrari    | 1942              | 1943              |
| 19. | Carlo Carcano       | 1945              | 1947              |
| 20. | Nino Nutrizio       | 1947              | 1947              |
| 21. | Giuseppe Meazza     | 1947              | 1948              |
| 22. | Carlo Carcano       | 1948              | 1948              |
| 23. | John Astley         | 1948              | 1949              |
| 24. | Giulio Cappelli     | 1949              | 1950              |
| 25. | Aldo Olivieri       | 1950              | 1952              |
| 26. | Alfredo Foni        | 1952              | 1955              |
| 27. | Aldo Olivieri       | 1955              | 1956              |
| 28. | Giuseppe Meazza     | 1956              | 1956              |
| 29. | Annibale Frossi     | 1956              | 1957              |
| 30. | Luigi Ferrero       | 1957              | 1957              |
| 31. | Giuseppe Meazza     | 1957              | 1957              |
| 32. | Jesse Carver        | 1957              | 1958              |
| 33. | Giuseppe Bigogno    | 1958              | 1959              |
| 34. | Aldo Campatelli     | 1959              | 1960              |
| 35. | Camillo Achilli     | 1960              | 1960              |
| 36. | Giulio Cappelli     | 1960              | 1960              |
| 37. | Helenio Herrera     | 1960              | 1968              |
| 38. | Alfredo Foni        | 1968              | 1969              |
| 39. | Helenio Herrera     | 1969              | 1970              |
| 40. | Giovanni Invernizzi | 1970              | 1973              |
| 41. | Enea Masiero        | 1973              | 1973              |
| 42. | Helenio Herrera     | 1973              | 1974              |
| 43. | Enea Masiero        | 1974              | 1974              |

| Lp. | Imię i nazwisko        | Okres urzędowania | Okres urzędowania |
| --- | ---------------------- | ----------------- | ----------------- |
| 44. | Luis Suárez Miramontes | 1974              | 1975              |
| 45. | Giuseppe Chiappella    | 1975              | 1977              |
| 46. | Eugenio Bersellini     | 1977              | 1982              |
| 47. | Rino Marchesi          | 1982              | 1983              |
| 48. | Luigi Radice           | 1985              | 1984              |
| 49. | Ilario Castagner       | 1984              | 1986              |
| 50. | Mario Corso            | 1986              | 1986              |
| 51. | Giovanni Trapattoni    | 1986              | 1991              |
| 52. | Corrado Orrico         | 1991              | 1992              |
| 53. | Luis Suárez Miramontes | 1992              | 1992              |
| 54. | Osvaldo Bagnoli        | 1992              | 1994              |
| 55. | Giampiero Marini       | 1994              | 1994              |
| 56. | Ottavio Bianchi        | 1994              | 1995              |
| 57. | Luis Suárez Miramontes | 1995              | 1995              |
| 58. | Roy Hodgson            | 1995              | 1997              |
| 59. | Luciano Castellini     | 1997              | 1997              |
| 60. | Gigi Simoni            | 1997              | 1998              |
| 61. | Mircea Lucescu         | 1998              | 1999              |
| 62. | Luciano Castellini     | 1999              | 1999              |
| 63. | Roy Hodgson            | 1999              | 1999              |
| 64. | Marcello Lippi         | 1999              | 2000              |
| 65. | Marco Tardelli         | 2000              | 2001              |
| 66. | Héctor Cúper           | 2001              | 2003              |
| 67. | Corrado Verdelli       | 2003              | 2003              |
| 68. | Alberto Zaccheroni     | 2003              | 2004              |
| 69. | Roberto Mancini        | 2004              | 2008              |
| 70. | José Mourinho          | 2008              | 2010              |
| 71. | Rafael Benítez         | 2010              | 2010              |
| 72. | Leonardo               | 2010              | 2011              |
| 73. | Gian Piero Gasperini   | 2011              | 2011              |
| 74. | Claudio Ranieri        | 2011              | 2012              |
| 75. | Andrea Stramaccioni    | 2012              | 2013              |
| 76. | Walter Mazzarri        | 2013              | 2014              |
| 77. | Roberto Mancini        | 2014              | 2016              |
| 78. | Frank de Boer          | 2016              | 2016              |
| 79. | Stefano Vecchi         | 2016              | 2016              |
| 80. | Stefano Pioli          | 2016              | 2017              |
| 81. | Stefano Vecchi         | 2017              | 2017              |
| 82. | Luciano Spalletti      | 2017              | 2019              |
| 83. | Antonio Conte          | 2019              | 2021              |
| 84. | Simone Inzaghi         | 2021              | 2025              |
| 85. | Cristian Chivu         | 2025              |                   |

### Statystyki trenerów

#### Liczba meczów i procent wygranych[74]
| Imię i nazwisko      | Kraj       | Sezony | Mecze | Wygr. | Rem. | Przegr. | %      |
| -------------------- | ---------- | ------ | ----- | ----- | ---- | ------- | ------ |
| Virgilio Fossati     |            | 6      | 110   | 69    | 9    | 32      | 62,73% |
| Nino Resegotti       |            | 1      | 23    | 17    | 5    | 1       | 73,91% |
| Francesco Mauro      |            | 1      | 23    | 17    | 5    | 1       | 73,91% |
| Bob Spottiswood      | Anglia     | 2      | 47    | 21    | 11   | 15      | 44,68% |
| Paolo Scheidler      |            | 2      | 44    | 22    | 6    | 16      | 50,00% |
| Árpád Weisz          |            | 6      | 212   | 110   | 47   | 55      | 51,89% |
| József Viola         |            | 1      | 24    | 12    | 2    | 10      | 50,00% |
| István Tóth          |            | 1      | 34    | 15    | 8    | 11      | 44,12% |
| Gyula Feldmann       |            | 2      | 59    | 28    | 20   | 11      | 47,46% |
| Albino Carraro       |            | 1      | 21    | 13    | 5    | 3       | 61,90% |
| Armando Castellazzi  |            | 2      | 72    | 33    | 23   | 16      | 45,83% |
| Tony Cargnelli       | Austria    | 2      | 69    | 40    | 14   | 15      | 57,97% |
| Giuseppe Peruchetti  |            | 1      | 31    | 14    | 7    | 10      | 45,16% |
| Ivo Fiorentini       |            | 1      | 31    | 7     | 12   | 12      | 22,58% |
| Giovanni Ferrari     |            | 1      | 31    | 15    | 4    | 12      | 48,39% |
| Carlo Carcano        | Włochy     | 3      | 74    | 31    | 16   | 27      | 41,89% |
| Giuseppe Meazza      | Włochy     | 4      | 82    | 37    | 15   | 30      | 45,12% |
| John Astley          | Walia      | 1      | 25    | 12    | 8    | 5       | 48,00% |
| Giulio Cappelli      | Włochy     | 3      | 59    | 35    | 14   | 10      | 59,32% |
| Aldo Olivieri        | Włochy     | 2      | 76    | 48    | 13   | 15      | 63,16% |
| Alfredo Foni         | Włochy     | 4      | 135   | 66    | 41   | 28      | 48,89% |
| Aldo Campatelli      | Włochy     | 3      | 53    | 26    | 11   | 16      | 49,06% |
| Luigi Ferrero        | Włochy     | 1      | 23    | 8     | 11   | 4       | 34,78% |
| Annibale Frossi      | Włochy     | 1      | 23    | 8     | 11   | 4       | 34,78% |
| Jesse Carver         | Anglia     | 1      | 40    | 13    | 13   | 14      | 32,50% |
| Giuseppe Bigogno     | Włochy     | 1      | 27    | 16    | 6    | 5       | 59,26% |
| Helenio Herrera      | Argentyna  | 9      | 366   | 205   | 93   | 68      | 56,01% |
| Heriberto Herrera    | Paragwaj   | 2      | 56    | 27    | 15   | 14      | 48,21% |
| Giovanni Invernizzi  | Włochy     | 3      | 100   | 54    | 26   | 20      | 54,00% |
| Enea Masiero         | Włochy     | 2      | 32    | 15    | 9    | 8       | 46,88% |
| Luis Suárez          | Hiszpania  | 3      | 76    | 31    | 24   | 21      | 40,79% |
| Giuseppe Chiappella  | Włochy     | 2      | 83    | 38    | 27   | 18      | 45,78% |
| Eugenio Bersellini   | Włochy     | 5      | 207   | 92    | 80   | 35      | 44,44% |
| Rino Marchesi        | Włochy     | 1      | 47    | 20    | 17   | 10      | 42,55% |
| Luigi Radice         | Włochy     | 1      | 41    | 16    | 13   | 12      | 39,02% |
| Ilario Castagner     | Włochy     | 2      | 70    | 37    | 20   | 13      | 52,86% |
| Mario Corso          | Włochy     | 1      | 30    | 13    | 7    | 10      | 40,00% |
| Giovanni Trapattoni  | Włochy     | 5      | 230   | 126   | 59   | 45      | 54,78% |
| Corrado Orrico       | Włochy     | 1      | 23    | 8     | 11   | 4       | 34,78% |
| Osvaldo Bagnoli      | Włochy     | 2      | 74    | 36    | 24   | 14      | 48,65% |
| Giampiero Marini     | Włochy     | 1      | 18    | 6     | 2    | 10      | 33,33% |
| Ottavio Bianchi      | Włochy     | 2      | 48    | 21    | 12   | 15      | 43,75% |
| Roy Hodgson          | Anglia     | 3      | 89    | 40    | 26   | 23      | 44,94% |
| Luciano Castellini   | Włochy     | 2      | 6     | 2     | 2    | 2       | 33,33% |
| Luigi Simoni         | Włochy     | 2      | 73    | 45    | 12   | 16      | 61,64% |
| Mircea Lucescu       | Rumunia    | 1      | 22    | 7     | 5    | 10      | 31,82% |
| Marcello Lippi       | Włochy     | 2      | 50    | 25    | 11   | 14      | 50,00% |
| Marco Tardelli       | Włochy     | 1      | 40    | 15    | 13   | 12      | 37,50% |
| Héctor Cúper         | Argentyna  | 3      | 110   | 57    | 31   | 22      | 51,82% |
| Corrado Verdelli     | Włochy     | 1      | 1     | 0     | 0    | 1       | 0%     |
| Alberto Zaccheroni   | Włochy     | 1      | 43    | 18    | 14   | 11      | 41,86% |
| Roberto Mancini      | Włochy     | 6      | 303   | 176   | 78   | 49      | 58,09% |
| José Mourinho        | Portugalia | 2      | 108   | 68    | 25   | 15      | 62,96% |
| Rafael Benítez       | Hiszpania  | 1      | 25    | 12    | 6    | 7       | 48,00% |
| Leonardo             | Brazylia   | 1      | 32    | 22    | 3    | 7       | 68,75% |
| Gian Piero Gasperini | Włochy     | 1      | 5     | 0     | 1    | 4       | 0%     |
| Claudio Ranieri      | Włochy     | 1      | 35    | 17    | 5    | 13      | 48,57% |
| Andrea Stramaccioni  | Włochy     | 2      | 65    | 31    | 11   | 23      | 47,69% |
| Walter Mazzarri      | Włochy     | 2      | 54    | 25    | 17   | 12      | 46,30% |
| Frank de Boer        | Holandia   | 1      | 14    | 5     | 2    | 7       | 35,71% |
| Stefano Vecchi       | Włochy     | 1      | 5     | 3     | 0    | 2       | 60,00% |
| Stefano Pioli        | Włochy     | 1      | 27    | 14    | 3    | 10      | 51,85% |
| Luciano Spalletti    | Włochy     | 2      | 90    | 45    | 26   | 19      | 50,00% |
| Antonio Conte        | Włochy     | 2      | 103   | 64    | 24   | 15      | 62,14% |
| Simone Inzaghi       | Włochy     | 4      | 217   | 141   | 41   | 35      | 64,98% |

#### Zdobyte trofea przez poszczególnych trenerów
| Lp. | Imię i nazwisko                | SA | CI | SCI | UCL | UEL | IC | FCWC | Razem |
| --- | ------------------------------ | -- | -- | --- | --- | --- | -- | ---- | ----- |
| 1.  | Helenio Herrera                | 3  | –  | –   | 2   | –   | 2  | –    | 7     |
| 1.  | Roberto Mancini                | 3  | 2  | 2   | –   | –   | –  | –    | 7     |
| 3.  | Simone Inzaghi                 | 1  | 2  | 3   | –   | –   | –  | –    | 6     |
| 4.  | José Mourinho                  | 2  | 1  | 1   | 1   | –   | –  | –    | 5     |
| 5.  | Eugenio Bersellini             | 1  | 2  | –   | –   | –   | –  | –    | 3     |
| 5.  | Giovanni Trapattoni            | 1  | –  | 1   | –   | 1   | –  | –    | 3     |
| 7.  | Tony Cargnelli                 | 1  | 1  | –   | –   | –   | –  | –    | 2     |
| 7.  | Alfredo Foni                   | 2  | –  | –   | –   | –   | –  | –    | 2     |
| 7.  | Rafael Benítez                 | –  | –  | 1   | –   | –   | –  | 1    | 2     |
| 11. | Antonio Conte                  | 1  | –  | –   | –   | –   | –  | –    | 1     |
| 11. | Armando Castellazzi            | 1  | –  | –   | –   | –   | –  | –    | 1     |
| 11. | Árpád Weisz                    | 1  | –  | –   | –   | –   | –  | –    | 1     |
| 11. | Francesco Mauro Nino Resegotti | 1  | –  | –   | –   | –   | –  | –    | 1     |
| 11. | Giovanni Invernizzi            | 1  | –  | –   | –   | –   | –  | –    | 1     |
| 11. | Virgilio Fossati               | 1  | –  | –   | –   | –   | –  | –    | 1     |
| 11. | Leonardo                       | –  | 1  | –   | –   | –   | –  | –    | 1     |
| 11. | Giampiero Marini               | –  | –  | –   | –   | 1   | –  | –    | 1     |
| 11. | Luigi Simoni                   | –  | –  | –   | –   | 1   | –  | –    | 1     |

## Inter w poszczególnych sezonach
| Wyniki ze wszystkich sezonów Interu | Wyniki ze wszystkich sezonów Interu |
| --- | --- |
| - 1908 Założenie klubu - 1908/09 3. miejsce w eliminacjach Lombardi - 1909/10 Mistrzostwo Włoch - 1910/11 6. miejsce w lidze włoskiej - 1911/12 4. miejsce w lidze włoskiej - 1912/13 3. miejsce w lidze włoskiej - 1913/14 3. miejsce w lidze włoskiej - 1914/15 2. miejsce w lidze włoskiej - 1915–1919 brak oficjalnych rozgrywek - 1919/20 Mistrzostwo Włoch - 1920/21 3. miejsce w lidze włoskiej - 1921/22 12. miejsce w lidze włoskiej - 1922/23 7. miejsce w lidze włoskiej - 1923/24 4. miejsce w lidze włoskiej - 1924/25 4. miejsce w lidze włoskiej - 1925/26 3. miejsce w lidze włoskiej - 1926/27 5. miejsce w lidze włoskiej - 1927/28 7. miejsce w lidze włoskiej - 1928/29 6. miejsce w lidze włoskiej - 1929/30 Mistrzostwo Włoch - 1930/31 5. miejsce w Serie A - 1931/32 6. miejsce w Serie A - 1932/33 2. miejsce w Serie A - 1933/34 2. miejsce w Serie A - 1934/35 2. miejsce w Serie A - 1935/36 4. miejsce w Serie A - 1936/37 7. miejsce w Serie A - 1937/38 Mistrzostwo Włoch - 1938/39 3. miejsce w Serie A, Puchar Włoch - 1939/40 Mistrzostwo Włoch - 1940/41 2. miejsce w Serie A - 1941/42 12. miejsce w Serie A - 1942/43 4. miejsce w Serie A - 1943-45 brak oficjalnych rozgrywek - 1945/46 2. miejsce w Serie A - 1946/47 10. miejsce w Serie A - 1947/48 12. miejsce w Serie A - 1948/49 2. miejsce w Serie A - 1949/50 3. miejsce w Serie A - 1950/51 2. miejsce w Serie A - 1951/52 3. miejsce w Serie A - 1952/53 Mistrzostwo Włoch - 1953/54 Mistrzostwo Włoch - 1954/55 8. miejsce w Serie A - 1955/56 3. miejsce w Serie A - 1956/57 5. miejsce w Serie A - 1957/58 11. miejsce w Serie A - 1958/59 3. miejsce w Serie A - 1959/60 4. miejsce w Serie A - 1960/61 3. miejsce w Serie A - 1961/62 2. miejsce w Serie A - 1962/63 Mistrzostwo Włoch - 1963/64 2. miejsce w Serie A, Puchar Europy, Puchar Interkontynentalny - 1964/65 Mistrzostwo Włoch, Puchar Europy, Puchar Interkontynentalny - 1965/66 Mistrzostwo Włoch - 1966/67 2. miejsce w Serie A - 1967/68 5. miejsce w Serie A - 1968/69 4. miejsce w Serie A - 1969/70 2. miejsce w Serie A | - 1970/71 Mistrzostwo Włoch - 1971/72 5. miejsce w Serie A - 1972/73 4. miejsce w Serie A - 1973/74 4. miejsce w Serie A - 1974/75 9. miejsce w Serie A - 1975/76 4. miejsce w Serie A - 1976/77 4. miejsce w Serie A - 1977/78 5. miejsce w Serie A, Puchar Włoch - 1978/79 4. miejsce w Serie A - 1979/80 Mistrzostwo Włoch - 1980/81 4. miejsce w Serie A - 1981/82 4. miejsce w Serie A, Puchar Włoch - 1982/83 3. miejsce w Serie A - 1983/84 4. miejsce w Serie A - 1984/85 3. miejsce w Serie A - 1985/86 6. miejsce w Serie A - 1986/87 3. miejsce w Serie A - 1987/88 5. miejsce w Serie A - 1988/89 Mistrzostwo Włoch, Superpuchar Włoch - 1989/90 3. miejsce w Serie A - 1990/91 3. miejsce w Serie A, Puchar UEFA - 1991/92 8. miejsce w Serie A - 1992/93 2. miejsce w Serie A - 1993/94 13. miejsce w Serie A, Puchar UEFA - 1994/95 6. miejsce w Serie A - 1995/96 7. miejsce w Serie A - 1996/97 3. miejsce w Serie A - 1997/98 2. miejsce w Serie A, Puchar UEFA - 1998/99 8. miejsce w Serie A - 1999/00 4. miejsce w Serie A - 2000/01 5. miejsce w Serie A - 2001/02 3. miejsce w Serie A - 2002/03 2. miejsce w Serie A - 2003/04 4. miejsce w Serie A - 2004/05 3. miejsce w Serie A, Puchar Włoch - 2005/06 Mistrzostwo Włoch, Puchar Włoch, Superpuchar Włoch - 2006/07 Mistrzostwo Włoch, Superpuchar Włoch - 2007/08 Mistrzostwo Włoch - 2008/09 Mistrzostwo Włoch, Superpuchar Włoch - 2009/10 Mistrzostwo Włoch, Liga Mistrzów, Puchar Włoch - 2010/11 2. miejsce w Serie A, Klubowe Mistrzostwo Świata, Puchar Włoch, Superpuchar Włoch - 2011/12 6. miejsce w Serie A - 2012/13 9. miejsce w Serie A - 2013/14 5. miejsce w Serie A - 2014/15 8. miejsce w Serie A - 2015/16 4. miejsce w Serie A - 2016/17 7. miejsce w Serie A - 2017/18 4. miejsce w Serie A - 2018/19 4. miejsce w Serie A - 2019/20 2. miejsce w Serie A - 2020/21 Mistrzostwo Włoch - 2021/22 2. miejsce w Serie A, Puchar Włoch, Superpuchar Włoch - 2022/23 3. miejsce w Serie A, Puchar Włoch, Superpuchar Włoch - 2023/24 Mistrzostwo Włoch, Superpuchar Włoch - 2024/25 2. miejsce w lidze |